# Victoria Azarenka
Victoria Azarenka (en biélorusse : Вікторыя Азаранка, en russe : Виктория Азаренка), née le 31 juillet 1989 à Minsk, est une joueuse de tennis biélorusse. Professionnelle depuis 2003, elle devient en janvier 2012 la première joueuse biélorusse de l'histoire à atteindre la première place au classement WTA, qu'elle occupe pendant 51 semaines.
Elle totalise vingt-et-un titres en simple sur le circuit WTA, dont deux en Grand Chelem, l'Open d'Australie 2012 et 2013. Parmi ses dix-neuf finales perdues, figurent notamment trois finales de l'US Open. Elle a aussi remporté la médaille de bronze aux Jeux olympiques de Londres en 2012.
En double, elle a remporté huit titres WTA et atteint de nombreuses autres finales, dont plusieurs en Grand Chelem. Elle a atteint le 7e rang mondial de la spécialité en 2008. En double mixte, elle possède aussi deux titres du Grand Chelem et un titre olympique.

## Biographie
Victoria naît le 31 juillet 1989 de son père Fedor et de sa mère Alla dans la capitale biélorusse Minsk où elle et son frère Max passent une grande partie de leur enfance. À l'âge de 7 ans, sa mère lui fait découvrir le tennis. Grâce à l'aide de Nikolaï Khabibouline, joueur de hockey sur glace, elle quitte la capitale pour se rendre à Scottsdale afin de se perfectionner. Après avoir été entraînée par le Français Sam Sumyk, ancien entraîneur notamment de Vera Zvonareva, pendant cinq ans jusqu'en janvier 2015, puis par le Belge Wim Fissette, ancien entraîneur de Kim Clijsters ou de Simona Halep, elle est aujourd'hui coachée par Michael Joyce, qui a entraîné Maria Sharapova pendant sept ans.

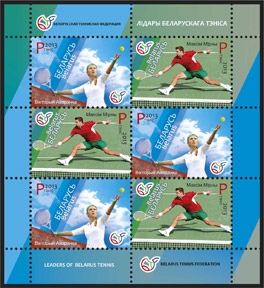
Edition d'un timbre avec Victoria Azarenka et Max Mirnyi en 2013.

### Vie privée
Victoria a partagé la vie du chanteur des LMFAO, Redfoo de 2012 à 2014. Leur relation, bien qu'ayant débuté à l'automne 2012, est officialisée par le chanteur durant l'édition 2013 de l'Open d'Australie avant de prendre fin en 2014,.
Elle fréquente Billy McKeague avec lequel elle a un enfant Leo, né le 19 décembre 2016. Après avoir annoncé en juillet 2016 qu'elle mettait un terme à sa saison pour grossesse, le couple se sépare peu après le tournoi de Wimbledon 2017. S'ensuit une bataille pour la garde de l'enfant qui la pousse à déclarer forfait pour le reste de la saison 2017.

## Style de jeu
- Si vous ne connaissez pas le sujet, laissez ce bandeau (vous pouvez alors contacter les auteurs).
- Si vous supprimez le contenu mis en cause (vous pouvez préalablement contacter les auteurs),

argumentez précisément cette suppression dans la page de discussion
(un manque de référence n'est pas un argument ; une recherche réelle de référence doit avoir été effectuée, être formellement documentée).

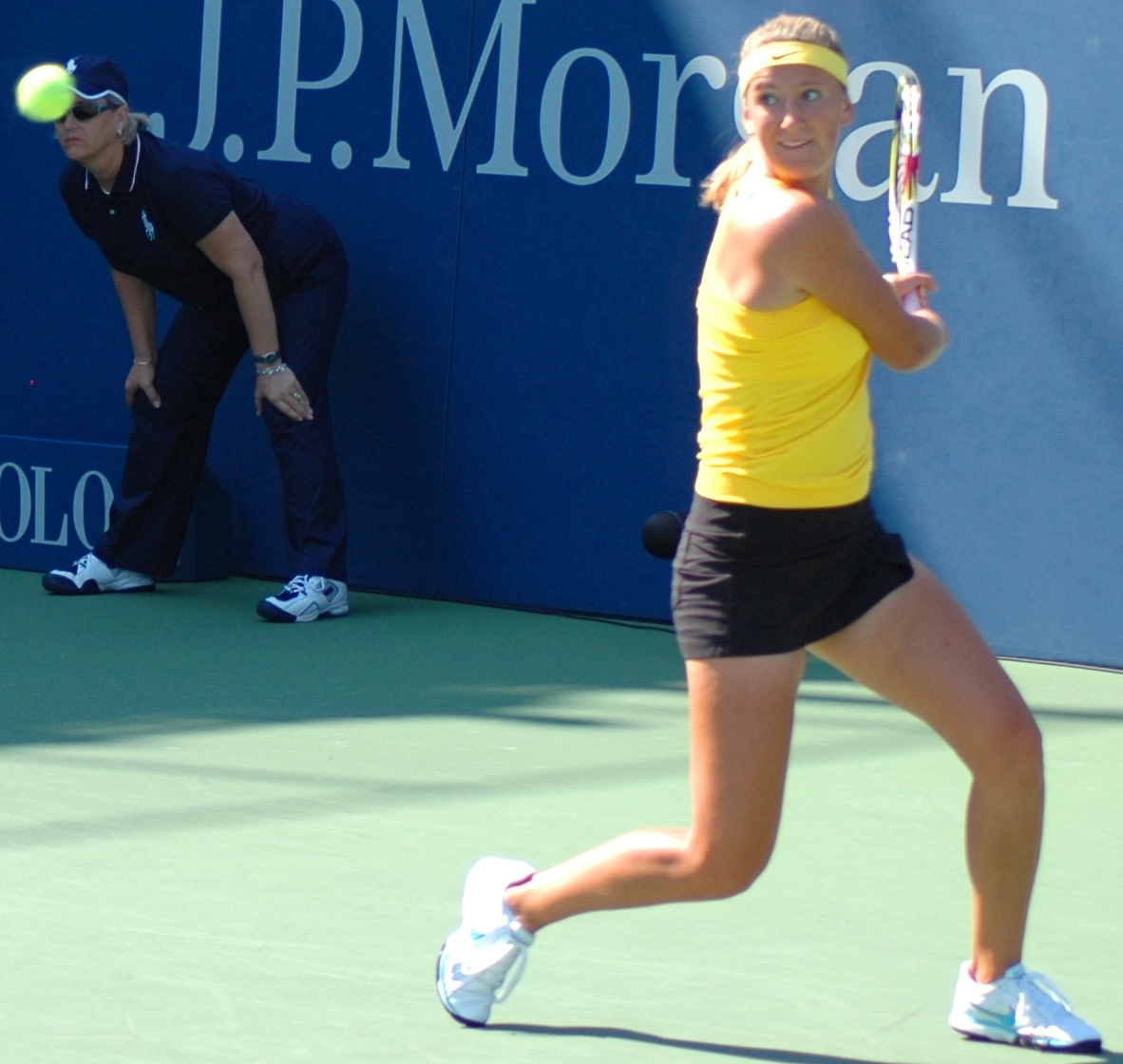
Revers en appuis ouverts à l'US Open 2009.

Azarenka est une joueuse agressive du fond de court et a un jeu basé sur un très bon timing, une prise de balle précoce, une bonne puissance de frappe ainsi qu'une bonne vitesse d'exécution et une très grande capacité à tenir la cadence en fond de court. Elle est capable d'absorber la puissance adverse et de l'utiliser ainsi au mieux dans la direction qu'elle souhaite en général le long de la ligne.
Azarenka travaille son adversaire avec une puissance et une longueur de balle constante dans toutes ses frappes, que ce soit en revers ou en coup droit. Le principal défaut de son jeu néanmoins est qu'à force de donner à l'adversaire la même cadence ou le même rythme, celle-ci peut s'y adapter et l'utiliser ainsi au mieux pour la contrer surtout si elle est plus puissante qu'elle.
Son coup le plus fort est le revers. Son coup droit et son service, surtout en deuxième balle, restent moyens et ont souvent tendance à s'affaiblir encore plus sous la pression. Son déplacement latéral est dans la moyenne des joueuses de la WTA, même si sa course vers l'avant ou sur les côtés reste assez faible à cause de sa taille (1,83 m).

### Revers
Le revers à deux mains de Victoria est considéré comme l'un des tout meilleurs du circuit avec sa « prise continentale » dite aussi « marteau », à deux mains. Elle a un revers frappé quasiment à plat, la majorité du temps, très puissant avec lequel elle peut diriger le jeu, ouvrir le court ou enfoncer l'adversaire. On peut noter chez elle une technique assez peu commune chez les joueuses où au point de contact avec la balle, elle garde un espace assez important entre ses bras alors que l'ensemble des joueuses gardent leurs bras rapprochés.

## Carrière tennistique

### En junior
Elle se distingue principalement sur le circuit en 2005, en remportant deux titres du Grand Chelem junior en simple : l'Open d'Australie en battant Ágnes Szávay en finale et l'US Open cette fois-ci face à Alexa Glatch. En double, elle réalise en outre le petit chelem en remportant l'Open d'Australie avec Marina Erakovic puis Roland-Garros et Wimbledon avec Ágnes Szávay.
Grâce au classement combiné (simple et double) instauré en 2004, elle finit la saison en tant que no 1 mondiale. Désignée championne du monde junior le 31 janvier 2005, elle reçoit pour cela le trophée ITF Junior Girls World Champion. Elle s'illustre aussi un peu sur le circuit ITF en remportant le tournoi de Pétange (50 000 $) au Luxembourg face à Victoria Kutuzova.

### Ses débuts sur le circuit
Elle dispute son premier match sur le circuit ITF le 16 novembre 2003 en Israël où elle gagne également son premier titre en double. Elle doit attendre la saison suivante en 2004 pour remporter son premier match en simple mais aussi atteindre son premier quart de finale à Makarska.
En 2005, elle franchit un premier palier en atteignant sa première finale sur le circuit ITF à Augusta qu'elle perdra face à Viktoriya Kutuzova. Entretemps, elle honore sa première sélection en Fed Cup par des victoires contre Shahar Peer et Kateryna Bondarenko. Elle manque d'accéder au grand tableau de New Haven malgré ses deux victoires successives sur deux membres du top 100 Alona Bondarenko et Samantha Stosur. Elle s'incline de justesse contre Květa Peschke. Plus tard, elle se hisse jusqu'en demi-finale du tournoi de Guangzhou où elle perd contre Yan Zi profitant de l'abandon de Peng Shuai au tour précédent.

### 2006 à 2008. Premiers résultats significatifs
Son ascension dans la hiérarchie mondiale s'accélère en 2006. Victoria Azarenka réalise sa première grosse performance avec une victoire contre Nicole Vaidišová (alors no 13 au classement WTA) à Memphis. Elle accède pour la première fois au grand tableau d'un tournoi du Grand Chelem en remportant ses matchs de qualifications à l'Open d'Australie battue par Sania Mirza. Elle gagne son premier titre en double sur le circuit WTA à Tachkent associée à sa compatriote Tatiana Poutchek. Elle finit la saison par une finale au tournoi ITF de Pittsburgh où elle doit abandonner contre Aleksandra Wozniak, gênée par des ampoules aux pieds. Elle fête l'année classée pour la première fois dans le top 100 mondial.
En 2007, classée 97e mondiale en début d'année, elle améliore son classement peu à peu et c'est à Estoril qu'elle atteint pour la première fois une finale sur le circuit et perd de peu face à une qualifiée, Gréta Arn, en trois sets 6-2, 1-6, 6-73.
Elle fait aussi sensation à l'US Open en sortant l'ex-no 1 mondiale Martina Hingis sur un score assez sévère 3-6, 6-1, 6-0 mais la future finaliste et gagnante du tournoi, Svetlana Kuznetsova, met un terme à ses ambitions au quatrième tour. Tête de série no 1 à Tachkent, elle réalise un parcours parfait jusqu'en finale où elle est battue par une étonnante Pauline Parmentier. Quoi qu'il en soit, elle monte à la 32e place après ce tournoi et termine la saison en tant que 30e mondiale et pour la première fois dans le top 50.
Victoria commence sa saison 2008 sur d'excellentes bases à Gold Coast, tournoi où elle atteint la finale défaite contre Li Na en trois sets et monte ainsi à la 25e place mondiale. Elle parvient ensuite au troisième tour de l'Open d'Australie, vaincue par la no 7 mondiale Serena Williams. À cause d'une blessure au genou contractée au tournoi de Paris, elle déclare forfait à Indian Wells. De retour à Miami, elle passe à un point d'une victoire importante pour elle contre Svetlana Kuznetsova avant de lâcher prise (elle perd 9 jeux consécutifs). Son retour en forme se confirme sur terre battue par une finale à Prague puis une demi-finale à Berlin et pour la première fois le 4e tour de Roland-Garros battue là encore par Svetlana Kuznetsova.
Il faudra attendre Montréal pour que Victoria s'illustre encore de nouveau en atteignant sa troisième demi-finale de la saison, défaite par la no 8 mondiale Dinara Safina. Elle participe aux Jeux olympiques mais perd face à Serena Williams. Victoria termine très bien son année puisqu'elle se classe au 15e rang mondial avec un nouveau palier franchi.

### 2009. Année de la révélation
L'année 2009 commence de manière spectaculaire pour Victoria Azarenka avec un ratio de 24 victoires pour 2 défaites et trois tournois remportés en trois mois. Elle obtient donc son premier titre à l'Open de Brisbane face à la Française Marion Bartoli, en disposant d'elle 6-3, 6-1. Puis, fait route vers Melbourne, où sur son passage vers les quarts de finale elle dispose de l'ex-numéro un mondiale et double gagnante du Grand Chelem Amélie Mauresmo en deux sets pour affronter Serena Williams, qu'elle domine de la tête et des épaules dans le premier set avant de tomber malade à cause de l'écrasante chaleur au deuxième. Elle affirme après le match qu'il s'agissait sûrement d'un virus car sa température corporelle était déjà assez élevée dans la matinée.

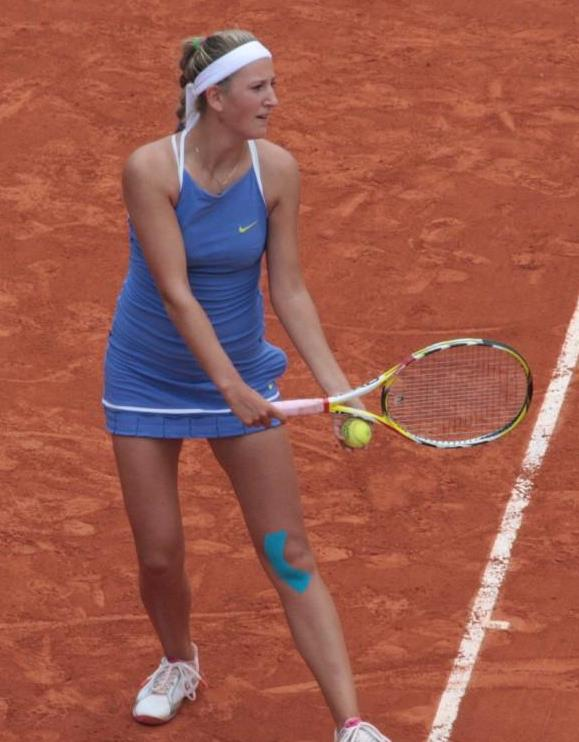
Victoria Azarenka à Roland-Garros 2009.

À peine un mois et demi plus tard, elle gagne son deuxième titre de l'année à Memphis, face à Caroline Wozniacki 6-1, 6-3, avec qui elle remporte également le double. C'est sa première victoire en simple et en double dans un même tournoi sur le circuit WTA.
Pleine de confiance avec ces deux titres, Victoria Azarenka se dirige alors vers les deux grosses échéances de la mi-saison que sont Indian Wells et Miami. Dans le premier tournoi, elle se hisse jusqu'en demi-finale battant au passage la no 2 mondiale et tête de série no 1 Dinara Safina après avoir perdu ses 3 précédentes confrontations face à la Russe et ne perd que face à la 6e mondiale du moment Vera Zvonareva 6-3, 6-3, future gagnante du tournoi. C'est sa première demi-finale dans un tournoi de cette catégorie. Elle se remet malgré tout rapidement et atteint la finale à Miami et remporte alors le troisième et plus important titre de sa carrière face à une Serena Williams néanmoins assez diminuée 6-3, 6-2. C'est sa première victoire sur une no 1 mondiale en exercice.
Jusqu'aux Internationaux de France, sa saison de terre battue est assez terne avec néanmoins une demi-finale à Rome qu'elle perd face Svetlana Kuznetsova. À Roland-Garros, après avoir retrouvé un certain niveau de jeu, elle atteint les quarts de finale et créer l'une des sensations du tournoi en éliminant la tenante du titre de l'édition 2009 Ana Ivanović, en huitième de finale 6-2, 6-3. Elle s'incline au prochain tour contre Dinara Safina en trois sets après avoir pratiqué un tennis parfait au premier.
À cause d'une blessure à la hanche, Victoria Azarenka ne dispute pas le tournoi d'Eastbourne où elle était inscrite. Elle entre donc à Wimbledon, où elle atteint encore une fois les quarts en s'inclinant contre la future vainqueur Serena Williams 6-2, 6-3 (c'est son deuxième quart en Grand Chelem cette saison).
Elle cherche à renouer avec son succès de première partie de saison mais ce n'est pas le cas puisque ses trois tournois de préparation pour l'US Open sont assez désastreux, avec des défaites très prématurées et surtout face à la revenante de la saison Kim Clijsters à la Rogers Cup 7-5, 4-6, 6-1. Clairement en manque de confiance après toutes ces défaites, elle enchaîne à l'US Open, où elle s'incline au troisième tour.
La fin de saison de Victoria Azarenka est sur la lignée de ses performances de la mi-saison et elle perd par exemple dès le deuxième tour face à Maria Sharapova 3-6, 7-65, 5-7 à Pékin, alors qu'elle avait servi pour le match à 5-2 dans le troisième set.
Victoria Azarenka obtient sa qualification pour le Sony Ericsson Championships, où elle remporte sans trop de problème son premier match face à la Serbe Jelena Janković puis rencontre Caroline Wozniacki dans son deuxième match de poule et s'incline en trois malgré une balle de match à 5-4 au troisième set sur le service de Wozniacki. Dans son dernier match qualificatif pour les demi-finales, elle s'incline encore de justesse face à Agnieszka Radwańska, remplaçante de Safina en abandonnant au troisième set, victime de crampes, alors qu'elle menait 6-4, 5-2. Elle ne se qualifie donc pas pour les demi-finales malgré tout, elle termine l'année en tant que no 7 mondiale.

### 2010. Année des blessures
Le début d'année 2010 pour Azarenka commence par le tournoi de Sydney où elle s'incline face à Elena Dementieva en demi-finale. À l'Australian Open et se débarrasse assez confortablement de ses premiers adversaires ce qui la place comme l'une des joueuses à suivre pour le titre. Elle affronte et bat Vera Zvonareva, joueuse à qui elle n'avait jamais pris un set en quatre confrontations grâce à sa force de caractère (4-6, 6-4, 6-0) et se dirige pour la troisième année consécutive vers une confrontation avec Serena Williams. Elle domine les débats dans le premier et dans la moitié du deuxième set en menant (6-4, 4-0) avant que l'Américaine ne fasse un come-back spectaculaire et ne remporte le match (4-6, 7-64, 6-2).
Après cette deuxième désillusion de suite à Melbourne alors qu'elle était en position de force les deux fois, Victoria Azarenka tentera de se réconforter à Dubaï et se hisse jusqu'en finale face à Venus Williams pour essayer de gagner le 4e titre de sa carrière. Ce ne seras pas le cas puisqu'elle perd (6-3, 7-5). Après le cauchemar d'Indian Wells éliminée dès le 2e tour elle doit défendre son titre à Miami mais n'y arrive pas et perd face à la future lauréate Kim Clijsters (6-4, 6-0), dans un match aux conditions très venteuses.
Sur terre battue, blessée au genou gauche, elle perd au troisième tour sur abandon à 0-4 à Marbella. Pensant être remise, elle joue à Charleston mais se voit contrainte d'abandonner encore sur blessure. Guérit plus ou moins mais en manque de préparation elle perd à Rome face à Ana Ivanović terminant le match avec une grande souffrance à ce même genou. Son manque de préparation assez substantiel dû à cette blessure laisse prévoir son résultat logique à Roland-Garros c'est-à-dire une très grosse contre-performance face à l'Argentine Gisela Dulko sur un score très sec.
À Eastbourne, où elle se hisse en finale en battant au passage Kim Clijsters (7-66, 6-4) qui revient de blessure elle s'incline en finale face à Ekaterina Makarova (7-65, 6-4) et toujours ce même genou qui l'a handicapé durant tout le match. À Wimbledon, elle perd au troisième tour face à la Tchèque Petra Kvitová, alors qu'elle a servi pour le premier set à 5-4 et de complètement s'effondrer à la perte de celui-ci pour perdre le match (7-5, 6-0).
Victoria Azarenka entreprend donc sa tournée américaine par le tournoi de Stanford. Elle accède en quart de finale face a Marion Bartoli où après avoir très mal commencé, menée 6-3, 2-0, elle renverse le cours du match pour finalement le remporter (3-6, 6-3, 6-3). Elle met ainsi un terme à la série de 8 victoires consécutives de la française dans ce tournoi. En finale, face à Maria Sharapova qu'elle bat pour la deuxième fois de sa carrière, elle remporter son premier titre de la saison.

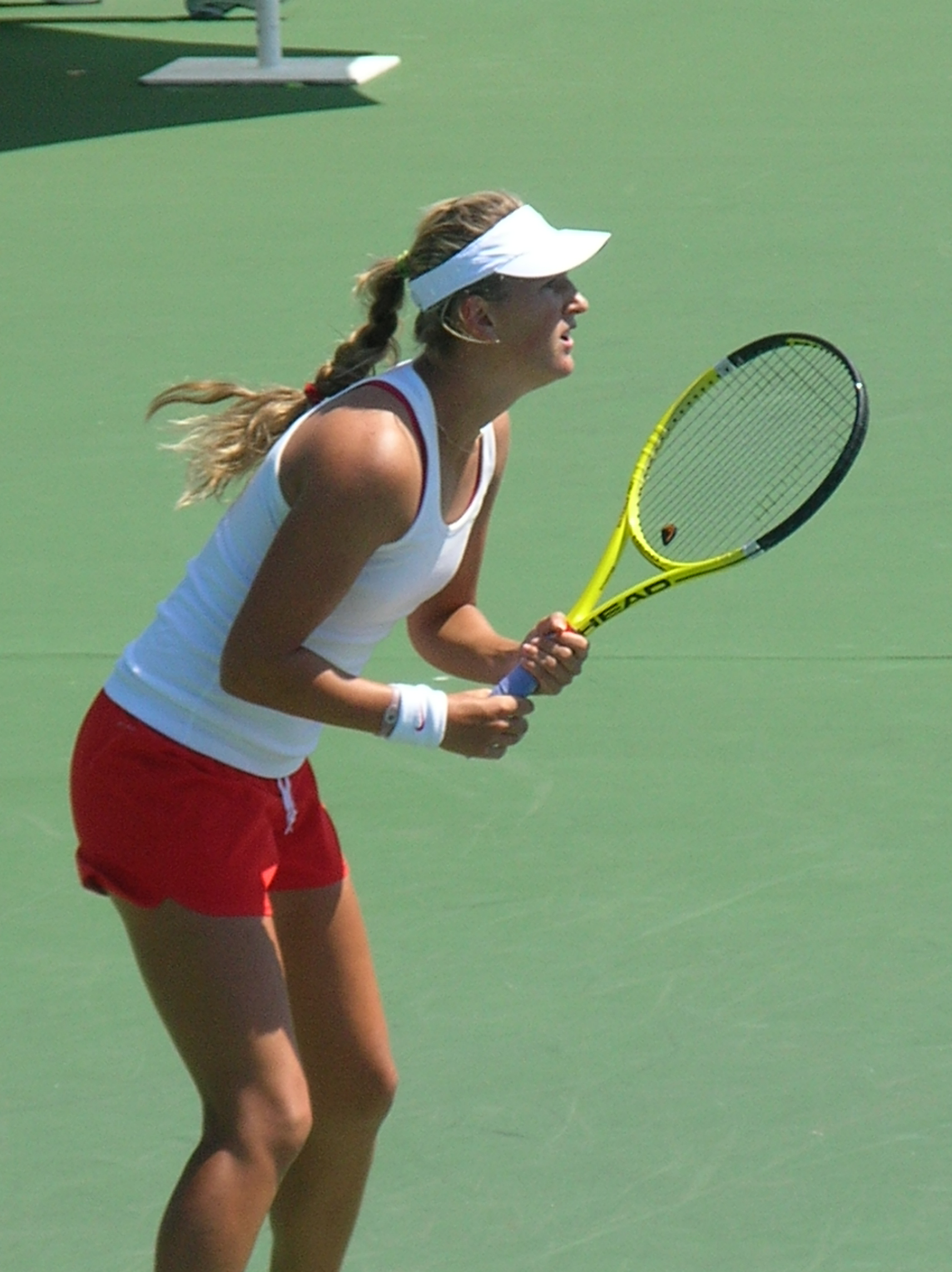
Victoria Azarenka s'entrainant à Cincinnati 2010.

Fort de ce succès, elle joue alors le tournoi de Cincinnati, où elle est battue d'entrée par la Serbe Ana Ivanović en trois sets (2-6, 7-66, 6-2) alors qu'elle avait servi 2 fois pour le match dans le deuxième set à 5-2, puis, le tournoi de la Rogers Cup où elle atteint sa 3e demi-finale de la saison. Après de multiples interruptions dues à la météo et la pluie, elle perd néanmoins sur abandon à cause d'ampoules au pied.
À US Open alors qu'elle affronte Gisela Dulko, à 5-1 elle montre soudainement quelques signes de fébrilité physique et s'effondre complètement. Elle doit être transportée en chaise roulante hors du court sur abandon forcé [...]. La chaleur accablante laissait penser que cela l'aurait affectée, considérant qu'elle a eu des antécédents mais cet incident est dû à une malencontreuse chute à cause d'un tapis avant sa rencontre causant une commotion cérébrale qui s'était aggravée en cours de match.
Après sa grave blessure à la tête, elle se concentre sur la tournée asiatique et accède aux demi-finales de Tokyo pour jouer la Danoise Caroline Wozniacki qui la défait dans un match très serré de près de 3 heures sur le score de (2-6, 7-63, 4-6). Ce fut malgré tout un très bon tournoi pour son retour sur le circuit.
Elle joue donc après au tournoi de Beijing mais encore une fois pour elle et malgré une avance de 6-4, 4-2 au premier tour, elle est contrainte à l'abandon à cause d'une blessure à la hanche. Il s'agit de son 6e abandon de la saison et surtout une chance en moins de se qualifier pour les Sony Ericsson Championships.
Néanmoins, avec le forfait de Serena Williams pour les Sony Ericsson Championships, la course pour la 8e et dernière place qualificative est relancée entre elle et Li Na au tournoi de Moscou, où les deux participent car un infime écart de 5 points à la RACE les séparent. Avec la défaite surprise de la chinoise dès le premier tour du tournoi, le premier match de Victoria Azarenka dans le tournoi prend une très grande importance puisque c'est son ticket en tant que titulaire qui est jeu.
Après un match à multiples rebondissements, elle s'impose face à l'allemande Andrea Petkovic en trois sets et obtient ainsi sa qualification directe. Un peu plus libérée, elle accède ensuite assez facilement en finale et remporte son 2e titre de la saison et le 5e de sa carrière face à Maria Kirilenko.
Dans un groupe assez compliqué aux Masters, composé de Kim Clijsters, Vera Zvonareva et Jelena Janković. Elle perd son premier match face à Vera Zvonareva sensiblement passée à côté puis son deuxième face à Kim Clijsters en trois sets, exténuée. Pour la deuxième année de suite, elle est donc éliminée au stade des poules. Elle dispute son troisième et dernier match face à Jelena Janković et le remporte, terminant malgré tout l'année sur une bonne note.

### 2011. L'ascension: première demi-finale en Grand Chelem à Wimbledon et finale aux Masters d'Istanbul
À l'Open d'Australie, elle se joue assez rapidement de ses adversaires des trois premiers tours pour affronter la tête de série no 9 Li Na. Dans un match assez rapide et très rythmé du fond du court, Victoria Azarenka se fait complètement surpasser par la Chinoise sur le score de 3-6, 3-6.
À la suite de cette défaite assez cinglante, elle se rend aux Émirats arabes unis pour les tournois de Dubaï et de Doha mais rien ne se passe comme prévu. En effet, elle éprouve de grosses difficultés dès le début du tournoi de Dubaï puis dans un match bizarre où elle semble assez peu concernée par ce qui se déroule autour d'elle, perd en trois sets face à l'Italienne Flavia Pennetta, bien qu'ayant disposé d'une confortable avance de 5-1 au deuxième set. Azarenka perd beaucoup de points mais finalement sans grande conséquence, puisqu'elle reste néanmoins dans le top 10.

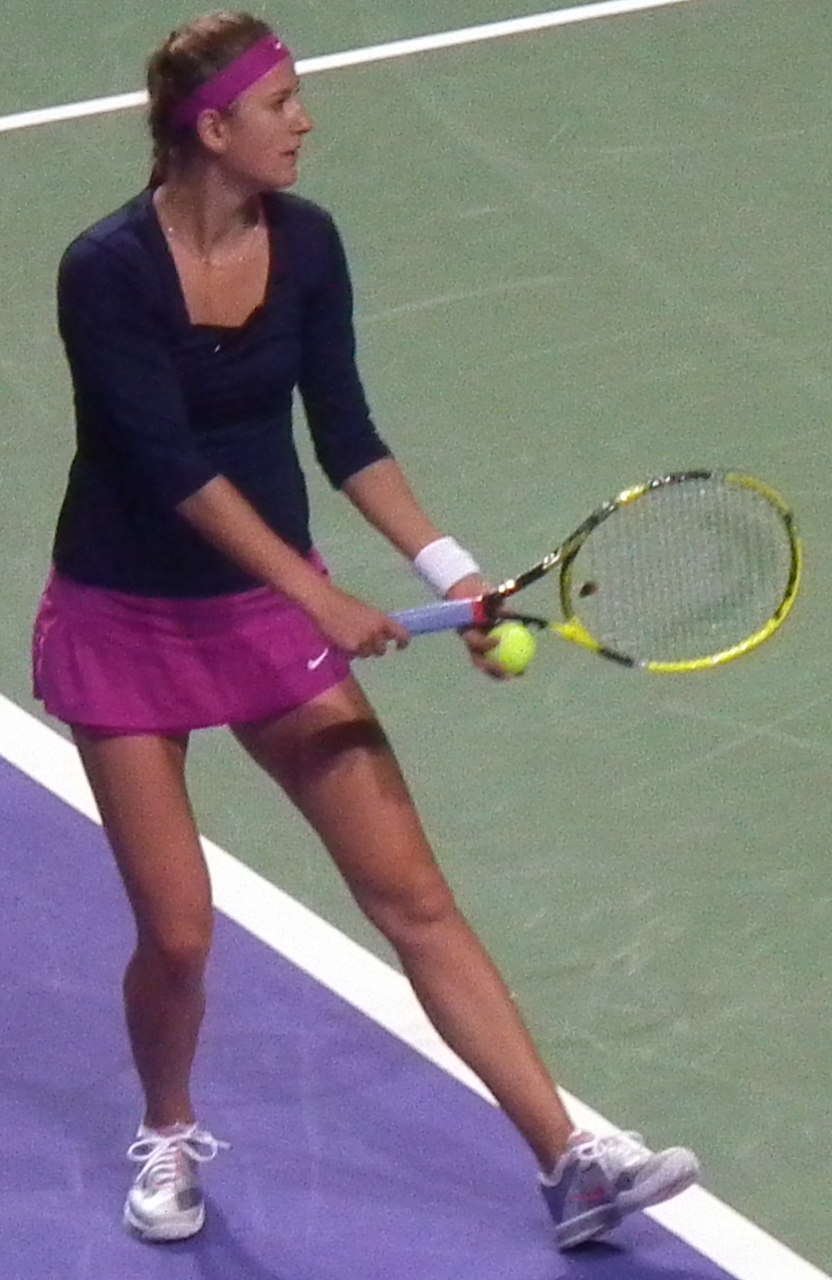
Azarenka au service lors du Masters de tennis féminin en 2011.

La même situation se répète à Doha où elle remporte le premier set 6-4 mais s'effondre complètement dans les deux derniers malgré de nombreuses occasions et s'incline sur le score de 6-4, 1-6, 2-6. Malgré ces résultats peu probants, c'est surtout son attitude sur le court qui inquiète.
Elle accède au quart de finale à l'Open d'Indian Wells contre la numéro un mondiale Caroline Wozniacki mais doit se résoudre à l'abandon au bout de seulement trois jeux, après s'être blessée à la hanche. La blessure n'est pas si grave puisqu'elle est la semaine suivante capable de jouer l'Open de Miami, qu'elle remporte pour la seconde fois, en battant la 2e mondiale Kim Clijsters (6-3, 6-3) en quart, la 3e mondiale Vera Zvonareva (6-0, 6-3), et Maria Sharapova en finale 6-1, 6-4. Cette victoire lui permet d'atteindre pour la deuxième fois après 2009 le meilleur classement de sa carrière (6e). Elle enchaîne la semaine suivante sur terre battue par une autre victoire à Marbella, ce qui lui permet d'atteindre son nouveau meilleur classement en tant que 5e meilleure joueuse mondiale.
À Stuttgart, elle est contrainte à l'abandon au deuxième tour face à Julia Görges alors qu'elle mène un set à zéro, à cause d'une douleur à l'épaule droite. Elle réalise toutefois un très beau parcours à Madrid deux semaines plus tard, en se qualifiant en finale du tournoi de simple en battant Lucie Šafářová (6-3, 3-6, 6-2) en quart et dans le dernier carré Julia Görges (6-4, 6-2), perdant contre Petra Kvitová (63-7, 4-6) alors 18e mondiale, la meilleure joueuse sur son parcours. Et en s'adjugeant le titre en double aux côtés de Maria Kirilenko.
En atteignant la 4e place mondiale le 9 mai 2011, elle devient la joueuse la mieux classée de l'histoire de son pays, dépassant Natasha Zvereva d'une place.
Elle va jusqu'en quart de finale à Roland-Garros où elle perd contre la future gagnante Li Na (5-7, 2-6) après des victoires sur Roberta Vinci et Ekaterina Makarova. Puis sur l'herbe, elle atteint à Wimbledon la première demi-finale de sa carrière dans un tournoi du Grand Chelem qu'elle perd néanmoins face à la future lauréate Petra Kvitová (1-6, 6-2, 3-6).
Elle connait deux défaites consécutives face à Serena Williams qu'elle n'a plus battue depuis 2009 : Toronto (3-6, 3-6) en demi-finale et l'US Open (1-6, 65-7) au troisième tour.
Pour la partie asiatique, Vika se hisse en demi-finale du tournoi de Tokyo en battant la 10e mondiale, Marion Bartoli (7-5, 6-0), avant de perdre contre Agnieszka Radwańska (3-6, 6-4, 2-6) future lauréate. Mais c'est surtout au Luxembourg puisqu'elle s'offre le titre en battant (6-2, 6-2) Monica Niculescu.
Qualifiée pour les Masters d'Istanbul placée dans le Groupe II (blanc), elle bat pour son premier match Samantha Stosur (6-2, 6-2), ensuite la Chinoise Li Na sur le même score. Pour son dernier match, elle perd (7-5, 4-6, 4-6) contre la Française Marion Bartoli (alors remplaçante) mais était déjà qualifiée pour les demi-finales. Dans le dernier carré, elle affronte et bat facilement (6-2, 6-3), la Russe Vera Zvonareva pour parvenir pour la première fois en finale. Elle perd pour le gain du titre, contre la Tchèque Petra Kvitová no 3 mondiale encore une fois, mais dans un match serré (5-7, 6-4, 3-6), finissant l'année sur une mauvaise note.

### 2012. Première victoire enGrand Chelemà l'Open d'Australie, médaillée de bronze aux Jeux olympiques en simple, finale à New York etno1mondiale
La saison 2012 de Victoria Azarenka commence par le tournoi préparatoire de Sydney qu'elle remporte (6-2, 1-6, 6-3) pour la première fois de sa carrière face à la tenante du titre Li Na 5e mondiale. C'est son 9e titre sur le circuit WTA.
Elle se hisse ensuite (en tant que tête de série no 3) jusqu'en finale de l'Open d'Australie en éliminant successivement: Heather Watson (6-1, 6-0), Casey Dellacqua (6-1, 6-0), Mona Barthel (6-2, 6-4) et en huitième Iveta Benešová (6-2, 6-2) de manière expéditive et avec autorité. Pour les quarts de finale, elle affronte son amie Agnieszka Radwańska 8e mondiale, au terme d'un match serré le temps d'une manche avant que Vika ne déroule (60-7, 6-0, 6-2). Ensuite, en demi-finale, elle fait face à la tenante du titre Kim Clijsters 14e mondiale, qu'elle bat en trois manches en imposant bien son jeu (6-4, 1-6, 6-3) et se qualifiant pour sa première finale dans un Grand Chelem,. Lors de la finale, elle se défait de Maria Sharapova 4e mondiale, sur le score sans appel de (6-3, 6-0) balayée en moins d'une heure trente de jeu. Elle remporte ainsi son premier titre du Grand Chelem et devient par la même occasion la nouvelle no 1 mondiale,,.
Le 19 février, elle gagne le tournoi de Doha au Qatar face a la joueuse Australienne Samantha Stosur 5e mondiale, (6-1, 6-2) en 1 heure et 7 minutes après avoir dominé toutes ses adversaires. Alors qu'elle devait ensuite poursuivre sa tournée dans le Golfe Arabique en disputant le tournoi de Dubai, elle doit y renoncer en raison d'une blessure à la cheville qui s'était déjà fait sentir à l'Open d'Australie et à Doha la semaine précédente.
Après un début assez compliqué face à Mona Barthel, dû aussi en partie à un virus qui sévit à Indian Wells qu'Azarenka avait contracté avant le début du tournoi, elle se débarrasse de l'Allemande dans une rencontre assez compliquée où elle menait 6-4, 5-1 avant que son adversaire n'opère une remontée fantastique sauvant une balle de match au passage pour remporter le deuxième set dans un tie-break. Dans un match où la biélorusse sert 12 doubles-fautes, par deux fois Barthel sert pour le match dans le troisième set et par deux fois Azarenka voit sa série de 17 victoires d'affilée menacer de s'arrêter au premier tour. Elle remporte ce match néanmoins et connaît un parcours beaucoup plus joyeux et limpide où elle se hisse jusqu'en finale face à Maria Sharapova où les têtes de série no 1 et no 2 ne s'étaient plus rencontrées depuis 2000 dans ce tournoi. Azarenka remporte ce match sur le score de (6-2, 6-3) pour le 4e titre consécutif de la saison et 23e match sans défaite. À noter que, en remportant son match face à la Polonaise Agnieszka Radwańska en quart de finale, Azarenka accroît sa série de victoires à 21, ce qui n'était plus arrivé depuis Serena Williams en 2003 et sa victoire en demi-finale lui a permis d'avoir le meilleur début de saison depuis Martina Hingis en 1997, où cette dernière avait culminé à 37 victoires de rang. Azarenka atteint sa sixième finale de suite depuis le tournoi de Luxembourg en 2011 et en a remporté 5 de ces 6.

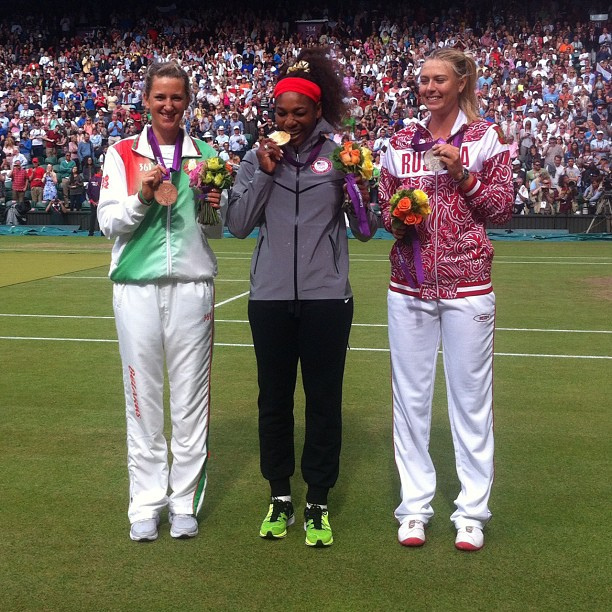
Les trois médaillées des Jeux olympiques avec Victoria Azarenka en bronze.

C'est à Miami que la série de victoires consécutives d'Azarenka s'arrête au nombre de 26,. Auparavant, elle se hisse jusqu'au 4e tour où elle est mise en très grosse difficulté par la Slovaque Dominika Cibulková. En effet, dans un match où son adversaire joue un tennis de rêve, elle est vite menée 5-0 pour perdre la première manche 6-1. Puis, encore 4-0 dans la deuxième jusqu'à 5-3 où Cibulkova sert pour le match mais faiblit notamment avec deux double-fautes dans ce jeu de service. Azarenka remporte le set au tie-break, 7-67. Dans une rencontre dorénavant beaucoup plus équilibrée mais toujours aussi compétitive, elle remporte le troisième sur le score de 7-5 et la rencontre qui a duré près de 3 heures, 2 heures et 47 minutes précisément. Elle atteint les quarts de finale où la Française Marion Bartoli (3-6, 3-6) devient la première joueuse à la battre en 2012.
Azarenka atteint sa 5e finale de la saison face à la no 2 mondiale Maria Sharapova à Stuttgart. Les deux joueuses se rencontrent pour la troisième fois en 2012 en finale et cette fois-là sur terre battue, Sharapova se défait d'Azarenka en deux manches (1-6, 4-6) pour remporter son premier titre de la saison.
Malgré une saison sur terre battue bien meilleure que les précédentes (notamment avec 2 finales, à Stuttgart et Madrid) en ayant battu Svetlana Kuznetsova, Ana Ivanović, la 8e mondiale Li Na (3-6, 6-3, 6-3) puis en demi-finale à nouveau Radwańska (6-2, 6-4), avant de perdre sèchement (1-6, 3-6) contre Serena Williams 9e mondiale, qui est sa bête noire. Vient le tournoi de Roland-Garros où Azarenka se fait éliminer dès le quatrième tour par la Slovaque Dominika Cibulková (2-6, 64-7). D'entrée de tournoi, Azarenka avait déjà connu de grosses difficultés face à Alberta Brianti, match où elle était menée 66-7, 0-4 avant de complètement retourner le cours des évènements. Elle termine ce match avec 60 fautes directes. Maria Sharapova remporte le tournoi par la suite et termine ses 19 semaines consécutives à la place de no 1 mondiale.
Azarenka perd pour la deuxième année consécutive au stade des demi-finales cette fois-là face à Serena Williams (3-6, 66-7) au tournoi de Wimbledon après avoir battu la même joueuse qu'elle avait défaite en 2011, Tamira Paszek 6-3, 7-64 en quart. Maria Sharapova, finaliste de la précédente édition ayant auparavant perdu au quatrième tour face à Sabine Lisicki permet à Azarenka de récupérer la place de no 1 mondiale qui l'avait quittée à la fin de Roland-Garros.
Aux Jeux olympiques d'été, Azarenka remporte la première médaille olympique pour son pays en remportant le bronze dans la petite finale face à la russe Maria Kirilenko en deux sets (6-3, 6-4). Un lot de consolation, après sa déconvenue la veille après sa sévère défaite face à la future médaillée d'or Serena Williams (1-6, 2-6). Elle remporte ensuite la médaille d'or avec son partenaire Max Mirnyi en double mixte face à la paire Andy Murray/Laura Robson au super tie-break du troisième set 10-8,.
Le forfait d'Azarenka à Cincinnati (blessure aux genoux) ne l'affecte pas pour le dernier Grand-Chelem de la saison à l'US Open où elle atteint la finale face à Serena Williams. Elle s'était défaite auparavant de la tenante du titre Samantha Stosur 7e mondiale en trois sets lors des quarts de finale (6-1, 4-6, 7-65) et puis de Maria Sharapova 3e mondiale sur la même distance (3-6, 6-2, 6-4) et se qualifier pour sa deuxième finale en Grand Chelem de l'année et de sa carrière,. Dans la finale, Azarenka sert pour le match au troisième set a 5-4 avant de s'incliner finalement sur le score de (6-2, 2-6, 5-7) contre l'Américaine 4e mondiale. C'était la première fois depuis 1995 qu'un match de finale dame de l'US Open arriva jusqu'au troisième set.
Azarenka se retire du tournoi de Tokyo pour cause de vertiges en quart de finale mais remporte néanmoins deux autres titres sans perdre un seul set et dominant complètement ses adversaires, tout d'abord à Beijing battant en finale sa dauphine Sharapova (6-3, 6-1),. Puis Linz devant l'Allemande Julia Görges (6-3, 6-4). Avant de disputer les Masters, elle remporte 22 sets consécutifs et reste sur une série de 13 matchs d'affilée depuis sa finale perdue à l'US Open.
Azarenka atteint les demi-finales du Masters d'Istanbul. Vika est placée dans le Groupe I (rouge), où elle a battu l'Allemande Angelique Kerber 5e mondiale, (611-7, 7-62, 6-4) dans un match intense et à suspense après plus de trois heures, puis perd son deuxième match contre Serena Williams (4-6, 4-6), avant de remporter son dernier match contre Li Na (7-64, 6-3) qui lui permet d'être assurée de rester numéro un mondiale au classement WTA jusqu'à la fin de l'année 2012. Dans le dernier carré, elle est défaite face à Maria Sharapova (4-6, 2-6) en 1h36.
Elle termine son exceptionnelle saison avec 69 victoires pour 10 défaites (87.3 %), 6 titres dont un Grand-Chelem, 19 victoires pour 8 défaites face aux joueuses du top 10, $7 323 920 de Prize money pour la saison 2012, 2 médailles aux Jeux olympiques d'été et pour couronner le tout, elle termine la saison no 1 mondiale pour la première fois de sa carrière.

### 2013. Deuxième sacre en Grand Chelem à Melbourne, première demi-finale à Roland-Garros,2efinale à New York etno2mondiale
Victoria Azarenka entame sa saison au tournoi de Brisbane où elle est contrainte à l'abandon avant sa rencontre de demi-finale contre Serena Williams à cause de problème aux orteils.
À l'Open d'Australie, tenante du titre et tête de série no 1, elle bat Monica Niculescu et Eléni Daniilídou de manière relativement aisée en deux manches. Elle rencontre ensuite un obstacle de taille avec Jamie Hampton qui joue le match parfait avant de se blesser au dos dans le deuxième set (6-4, 4-6, 6-2). Puis bat également en deux manches, d'abord Elena Vesnina en huitième (6-1, 6-1) et Svetlana Kuznetsova en quart de finale (7-5, 6-1) toutes deux Russes. Dans son match face à Sloane Stephens 25e mondiale, en demi-finale (6-1, 6-4) tombeuse de Serena Williams en quart de finale, Azarenka est à la base d'une controverse quant à 5-4* elle interrompt le match pour se faire traiter pour problèmes respiratoires,, l'ensemble des médias l'accusant de tricherie,. Azarenka remporte néanmoins le match pour disputer sa deuxième finale d'affilée ici. Victoria remporte ainsi sa deuxième finale consécutive à Melbourne (4-6, 6-4, 6-3) au cours d'un match rocambolesque pendant lequel elle est dominée en termes de niveau de tennis, son adversaire Li Na 6e mondiale, se blessant à plusieurs reprises et le match interrompu de longue minutes par l'Australia Day, la Fête nationale australienne. Azarenka garde ainsi son rang de no 1 mondiale,.
Elle confirme par la suite en remportant son deuxième titre consécutif à Doha battant respectivement Agnieszka Radwańska en demi-finale (6-3, 6-3) alors 4e mondiale, puis Serena Williams en trois sets, (7-66, 2-6, 6-3) sa dauphine. Elle ne l'avait plus battue depuis Miami 2009, encaissant 9 défaites consécutives. Azarenka n'arrive néanmoins pas à tenir son rang de no 1 qu'elle cède à Williams le 17 février 2013. Azarenka est sur une nouvelle série de 14 victoires consécutives depuis le début de l'année.

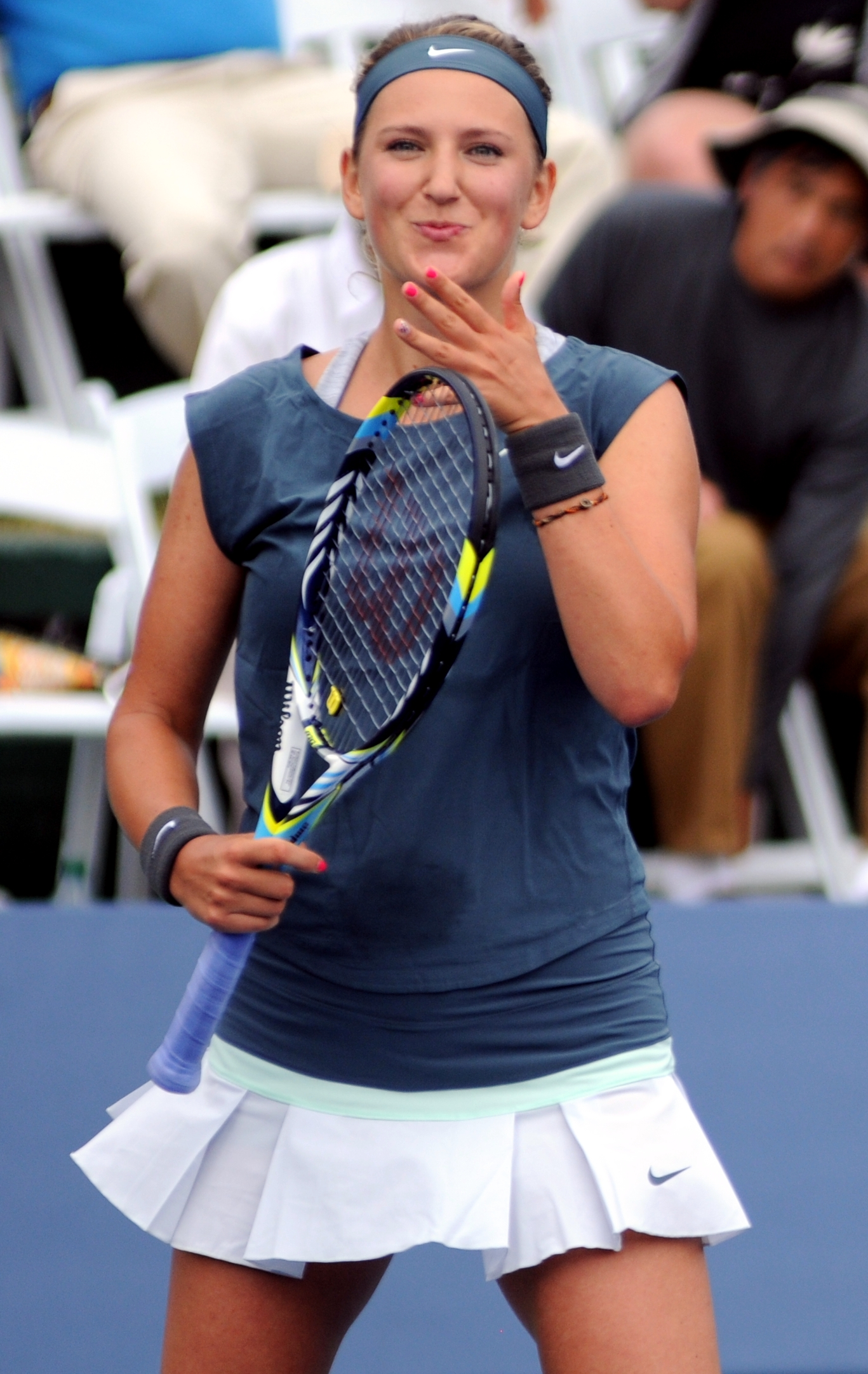
Victoria Azarenka à Cincinnati en 2013.

Après avoir raté une bonne partie de la saison sur terre battue qui lui fait redescendre à la troisième place, Azarenka fait son retour à Madrid où elle remporte son premier match mais perd le deuxième (6-1, 2-6, 3-6) et par conséquent son premier de la saison face à Ekaterina Makarova stoppant alors sa série à 15 victoires de suite. Elle se rend alors à Rome où elle bat respectivement Samantha Stosur 10e mondiale, (6-4, 1-6, 6-3) en quart et Sara Errani 6e mondiale, (6-0, 7-5) en demi-finale pour atteindre sa première finale dans ce tournoi. Dans un match qu'elle perd assez facilement face à Serena Williams (1-6, 3-6) en 1 h 33.
Elle atteint ensuite pour la première fois les demi-finales à Roland-Garros en sortant avec difficulté la Française Alizé Cornet au troisième tour après plus de 2h20 de match (4-6, 6-3, 6-1), puis plus facilement en deux sets Francesca Schiavone et Maria Kirilenko. Mais elle perd face à Maria Sharapova (1-6, 6-2, 4-6) après 2 h 10 de jeu, dans un match âpre.
Avec cette performance, Victoria Azarenka atteint la demi-finale des 4 tournois du Grand Chelem, consécutivement. Cette série s'est achevée avec son forfait au second tour de Wimbledon 2013, Azarenka étant alors devancée au classement mondial par Serena Williams et Maria Sharapova.
De retour de blessure, Azarenka atteint la finale de Carlsbad qu'elle perd face à Samantha Stosur en deux sets (2-6, 3-6) après avoir battue Ana Ivanović en trois set au tour précédent. Après cet échec, elle atteint la finale de Cincinnati où elle se défait de deux anciennes no 1 mondiale, respectivement, Caroline Wozniacki (6-3, 7-65) et Jelena Janković (4-6, 6-2, 6-3) et une revanche à prendre contre Serena Williams après Rome, réussissant à se défaire par la suite d'Américaine en finale dans un match relativement serré (2-6, 6-2, 7-66). Elle remporte ainsi son tout premier titre à Cincinnati et bat Williams pour la deuxième fois de la saison.
Au dernier Grand Chelem de l'année à Flushing Meadows, Azarenka commence de la meilleure des façons face à l'Allemande Dinah Pfizenmaier sur un score sec de 6-0, 6-0. Cependant, tout au long du tournoi, son niveau de jeu fluctue beaucoup, surtout son service. Face à Alizé Cornet au troisième tour qui, comme à Roland-Garros joue à son meilleur niveau, Azarenka est poussée dans ses limites mais s'en sort sur le score de (62-7, 6-3, 6-2). Par la suite, elle bat Ana Ivanović (4-6, 6-3, 6-4) assez difficilement également, puis Daniela Hantuchová (6-2, 6-3) et l'Italienne Flavia Pennetta (6-4, 6-2) en demi-finale. Elle atteint sa deuxième finale en deux ans à Flushing Meadows contre la tenante du titre Serena Williams. Les mauvaises conditions de jeux n'empêchent pas l'Américaine de s'imposer en finale au terme d'une partie de 2 heures 45 minutes (5-7, 7-66, 1-6) d'un combat âpre et disputé,.
Elle connait une fin de saison assez décevante avec des défaites aux premiers tours de Tokyo et de Beijing. Au Masters placée dans le groupe II (blanc), elle perd deux de ses matchs de poules face à Jelena Janković et Li Na en deux manches.
Azarenka termine sa saison en demi-teinte contrariée par de nombreuses blessures, avec 43 victoires pour 9 défaites (82,7 %), 3 titres dont un Grand-Chelem, 9 victoires pour 5 défaites face aux joueuses du top 10, $6 097 165 de Prize money pour la saison 2013, et elle termine la saison no 2 mondiale.

### 2014 - 2015. Années de blessures et reconstruction

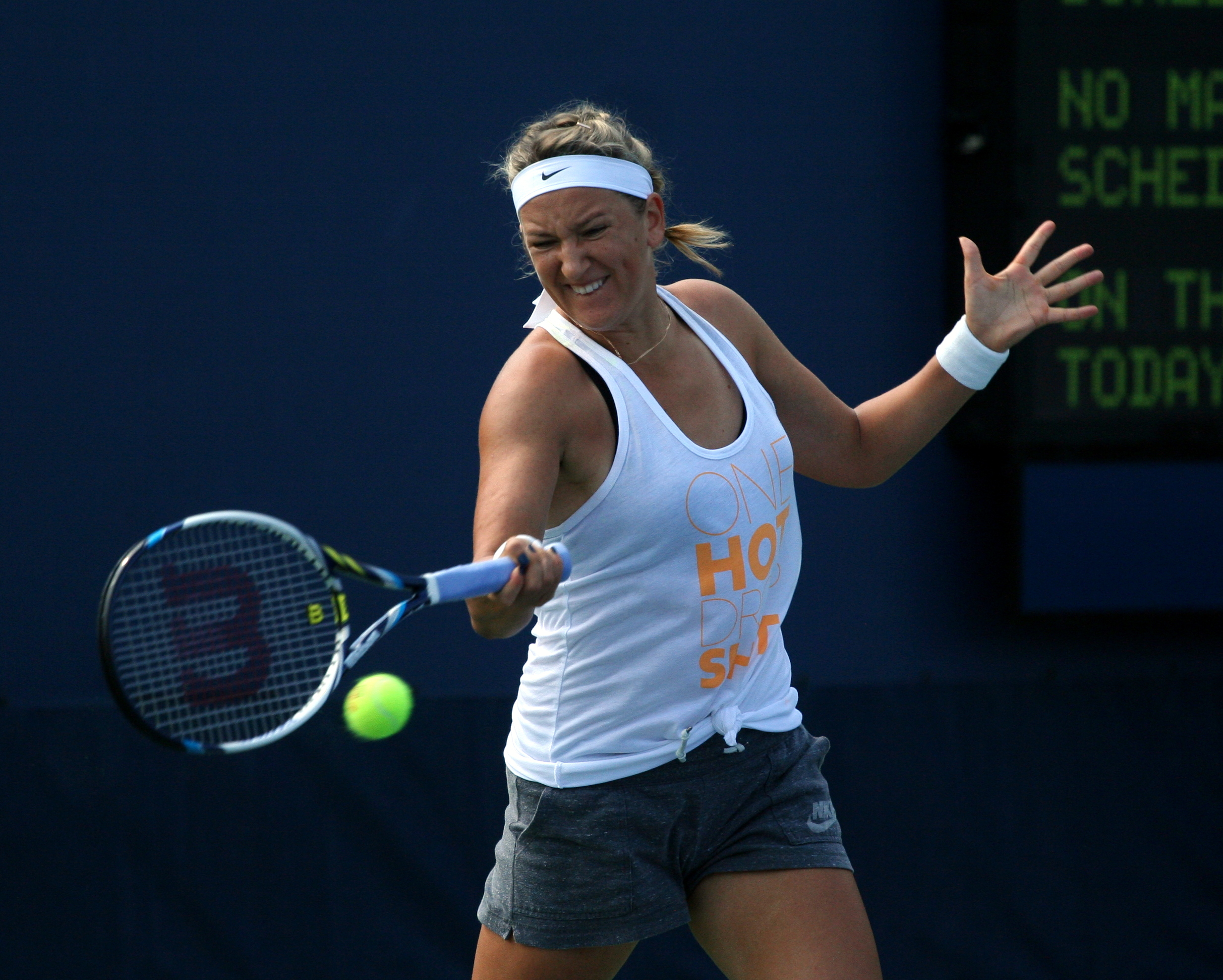
Victoria Azarenka à l'US Open en 2014.

Elle commence l'année 2014 à l'Open de Brisbane le 1er tournoi de la saison en atteignant la finale. Elle bat en demi-finale Jelena Janković (no 8 mondiale) (1-6, 6-3, 6-4) mais est battue par Serena Williams lors de la dispute du titre. À l'Open d'Australie, double tenante du titre, elle atteint les quarts de finale sans mal mais est battue par Agnieszka Radwańska (1-6, 7-5, 0-6) assez sèchement malgré tout, ce qui arrête sa série de victoires sur elle.
Alors blessée, elle prend une pause pour se remettre avant de reprendre à Indian Wells où elle perd d'entrée face à Lauren Davis (0-6, 62-7). Après ça, elle enchaîne pause et quelques tournois qu'elle perd souvent d'entrée.
En tant que finaliste sortante, elle réapparaît à l'US Open pour reprendre du temps de jeu et des réflexes. Elle parvient difficilement en quarts de finale en perdant (4-6, 2-6) contre la Russe Ekaterina Makarova.
Après le tournoi de Tokyo éliminée dès le 2e tour, elle décide de mettre un terme à sa saison. Cette saison est marquée par des blessures récurrentes à un pied et à un genou et par une dépression à la suite de sa rupture avec son conjoint Redfoo.
Vika lance la saison 2015 par l'Open de Brisbane, avec une défaite dès le premier tour contre Karolína Plíšková sur un score serré (6-4, 67-7, 4-6). À l'Open d'Australie, elle atteint les huitièmes en ayant battu notamment Caroline Wozniacki (6-4, 6-2) alors 8e mondiale. Elle perd seulement dans un match intensif contre Dominika Cibulková 10e mondiale, la finaliste de l'édition précédente (2-6, 6-3, 3-6).
Victoria Azarenka est contrainte de changer d'entraîneur, alors que son ex-entraîneur Sam Sumyk s'occupe désormais de la jeune Canadienne Eugenie Bouchard. Elle officialise sa nouvelle collaboration avec le Belge Wim Fissette en février. Pour la tournée Émirats, elle ne participe qu'à Doha. Elle arrive en finale (la première depuis l'Open de Brisbane en 2014), en éliminant successivement Angelique Kerber 11e mondiale (6-0, 6-3), Elina Svitolina (6-3, 64-7, 6-1) difficilement, Caroline Wozniacki 5e mondiale (6-3, 6-1) et Venus Williams (2-6, 6-2, 6-4). Elle y est battue (4-6, 3-6) par la Tchèque Lucie Šafářová, mais ce résultat même décevant est positif pour le reste de la saison.
Lors de la tournée américaine à Indian Wells et Miami, elle se fait éliminer au même stade, à chaque fois au troisième tour par la Russe Maria Sharapova (4-6, 3-6) et l'Italienne Flavia Pennetta (65-7, 66-7).

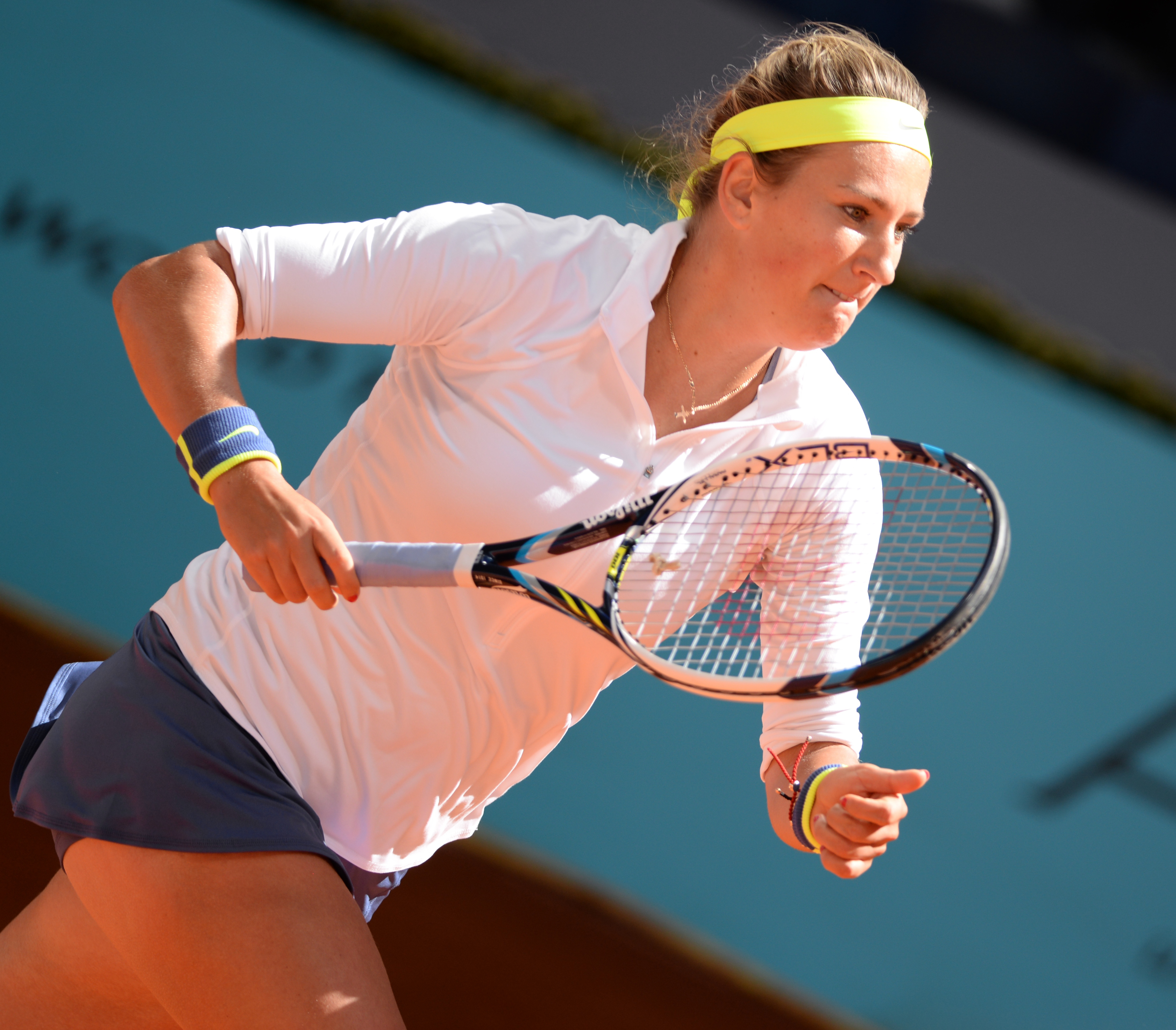
Victoria Azarenka en 2015.

Pour la tournée sur terre battue à Madrid, elle bat au premier tour Venus Williams (6-3, 7-5), puis Ajla Tomljanović, et enfin malgré un match d'anthologie au troisième tour contre Serena Williams tête de série no 1, elle le perd dans une partie qui aura duré 2h49 (65-7, 6-3, 61-7), alors qu'elle s'était procurée 3 balles de matchs à 6-5 dans le dernier set avant de craquer psychologiquement et loupant de grosses occasions lors de ce match. Au Internationaux de Rome, elle bat Caroline Wozniacki 5e mondiale (6-2, 7-62), puis difficilement Irina-Camelia Begu au tour suivant en trois sets avant de perdre plutôt sèchement (3-6, 2-6) face à Maria Sharapova future lauréate, en quart de finale. Pour le deuxième Grand Chelem de l'année à Roland-Garros, elle est placée dans la partie haute du tableau et affronte au troisième tour à nouveau Serena et perd encore une fois de façon accrochée (6-3, 4-6, 2-6) et loupant des occasions de la dominer montrant encore des faiblesses mentales dans les moments chauds. Pour Wimbledon, elle passe les quatre premiers tours facilement en deux sets et se qualifie pour les quarts de finale, cependant elle tombe une nouvelle fois sur Serena qui l'a bat une fois de plus mais également accrochée (6-3, 2-6, 3-6) dans un match intense de 2 h 04.
Lors de la tournée américaine, d'abord à Toronto, elle bat Elina Svitolina et la 4e mondiale Petra Kvitová (6-2, 6-3) mais perd de façon surprenante au tour suivant contre l'Italienne Sara Errani (5-7, 3-6) alors qu'elle l'avait toujours dominée. Puis Cincinnati où elle est contrainte d'abandonner au 3e tour face à Anastasia Pavlyuchenkova alors qu'elle menait au score. À l'US Open, elle passe ses deux premiers tours plutôt facilement, mais au troisième tour face à Angelique Kerber cela restera comme le match du tournoi de par son intensité, son suspense et le niveau de jeu exceptionnel, parvenant à le gagner (7-5, 2-6, 6-4) au terme de 2h52 de combat. En huitième, vainc facilement (6-2, 6-3) l'Américaine Varvara Lepchenko, avant de s'incliner (3-6, 6-4, 4-6) en quart de finale face à la no 2 mondiale Simona Halep, fatiguée de ses précédents matchs physique et d'un autre combat de 2h40.
Après quelques semaines de repos pour blessure, elle revient pour le tournoi de Wuhan, elle passe le premier tour face à une qualifiée mais est contrainte d'abandonner face à Johanna Konta au deuxième tour avec une blessure à une jambe.
Après ce tournoi, elle décide de mettre un terme à sa saison, pour se reposer, se remettre de ses blessures et se préparer pour l'année suivante.

### 2016 - 2017. Premier doublé Indian Wells-Miami, blessures, grossesse et problème familial
Azarenka aborde d'une bien meilleure façon l'année 2016 en commençant par une finale à l'Open de Brisbane. Son parcours est exemplaire avec un enchainement de victoires nettes : au premier tour la qualifiée Elena Vesnina (6-2, 6-0), puis la lucky loser Ysaline Bonaventure (6-3, 6-2) et en quart de finale la 15e mondiale Roberta Vinci (6-1, 6-2) qu'elle pulvérisa. En demi-finale, elle fait face à la surprise du tournoi, la qualifiée Samantha Crawford, qu'elle bat facilement (6-3, 6-0), lui permettant de se qualifier pour la finale. Elle rencontre l'Allemande Angelique Kerber, 10e mondiale, qu'elle bat (6-3, 6-1) assez aisément en 1 h 17 avec une bonne qualité de jeu dans le premier set des deux joueuses. Cette performance lui permet de gagner son 18e titre, le premier depuis deux ans et demi. À l'Open d'Australie, elle fait office de grande favorite avec l'Américaine Serena Williams. En tant que tête de série no 14, elle passe ses quatre premiers tours facilement en deux sets face à Alison Van Uytvanck (avec un sévère 6-0, 6-0), Danka Kovinić, la qualifiée Naomi Osaka et Barbora Strýcová pour se qualifier pour les quarts de finale. Alors qu'elle avait affronté et battu l'Allemande Kerber à Brisbane, et qu'elle l'avait toujours vaincue, elle perd cette fois-ci (3-6, 5-7) face au jeu époustouflant de son adversaire qui gagnera ensuite le tournoi.
Après un repos, elle revient pour disputer le tournoi d'Indian Wells. Exemptée de premier tour, elle affronte Zarina Diyas qu'elle bat en deux sets, puis la surprenante Chinoise Zhang Shuai (6-4, 6-3). En huitième, elle éprouve ses premières difficultés à battre (6-1, 4-6, 6-1) l'Australienne Samantha Stosur, face à une bonne agressivité. En quart de finale, elle colle un 6-0, 6-0 à la surprise du tournoi Magdaléna Rybáriková. Elle affronte la dangereuse Karolína Plíšková au tour suivant, qu'elle arrive à battre (7-61, 1-6, 6-2) en plus de deux heures dans un match tendu, ce qui lui permet de se qualifier pour la finale face à la no 1 mondiale Serena Williams, sa première finale de cette importance depuis Cincinnati 2013. Lors de la finale, elle breake d'entrée dans le premier set et conserve non sans mal son service pour s'adjuger le set (6-4). Puis lors du second set, alors qu'elle mène 5-1, elle se fait rattraper à 5-4, mais conclut finalement la partie pour s'offrir le titre. Grâce à ce titre et ce parcours, elle revient dans le top 10 (8e place mondiale) et signe une superbe victoire sur l'Américaine.
Dans la foulée à Miami, exemptée de premier tour, elle passe sans trop de difficultés Mónica Puig, puis au tour suivant en deux manches contre la qualifiée Magda Linette. En huitième, elle affronte l'Espagnole Garbiñe Muguruza (4e mondiale), qu'elle n'a jamais jouée, dans un match à suspense. Azarenka a souffert mais s'impose (7-66, 7-64) en un peu plus de deux heures. En quart, elle fait face à une joueuse en forme : Johanna Konta, 23e mondiale, avec un premier set tendu d'une heure de jeu remportée par Azarenka et qui sera déterminant pour qu'elle gagne en deux sets (6-4, 6-2) en 1 h 38. En demi-finale, elle retrouve l'Allemande Angelique Kerber, 3e mondiale, qui l'avait battue à Melbourne. Elle remporte le premier set sans problème (6-2), avant d'éprouver plus de difficultés dans le second en commettant plus de fautes, servant pour le match à 5-4 (mais se faisant débreaker de suite). Elle conclut finalement le match à 7-5 en 1 h 33 et se qualifie pour sa deuxième finale consécutive, contre Svetlana Kuznetsova. Après un premier set compliqué avec des difficultés au service (multiples breaks), elle remporte la première manche 6-3, puis déroule dans la seconde sur le score de 6-2 en s'imposant en 1 h 17 et s'adjugeant le titre, faisant pour le même coup le doublé Indian Wells-Miami que seules Steffi Graf et Kim Clijsters ont réalisé, ce qui lui permet de revenir dans le top 5.
Pour le début de la terre battue avec le tournoi de Madrid, elle passe ses deux premiers tours facilement mais est contrainte de déclarer forfait pour son huitième à cause d'une blessure au niveau du dos contractée depuis son premier tour. Après un abandon à Roland-Garros dès le premier tour contre Karin Knapp à cause d'une douleur au genou, elle déclare forfait pour le troisième Grand Chelem de l'année à Wimbledon pour la même raison, alors qu'elle était quart de finaliste l'an dernier.
Elle annonce juste après qu'elle est enceinte, devenant mère pour la première fois à la fin de l'année en cours et ne rejouera ainsi pas de la saison,.
Victoria Azarenka revient de sa grossesse durant la saison sur gazon au tournoi de Majorque en juin 2017. Elle passe difficilement la Japonaise Risa Ozaki (6-3, 4-6, 7-67) après avoir été menée dans un match de trois heures de jeu interrompu par la pluie, puis perd sèchement (1-6, 3-6) contre Ana Konjuh au second tour. À Wimbledon, elle passe en trois manches décousues (3-6, 6-2, 6-1) la jeune Catherine Bellis, puis facilement la tête de série numéro 15, Elena Vesnina (6-3, 6-3) et la locale, Heather Watson (3-6, 6-1, 6-4) dans une rencontre compliquée de plus de deux heures. Elle s'incline en huitième de finale contre la Roumaine Simona Halep (63-7, 2-6) alors no 2 mondiale et mettant fin à son bon parcours.
Victoria Azarenka ne rejouera pas de la saison pour des raisons familiales, l'obligeant à se projeter sur 2018.

### 2018. Demi-finale à Miami et déceptions

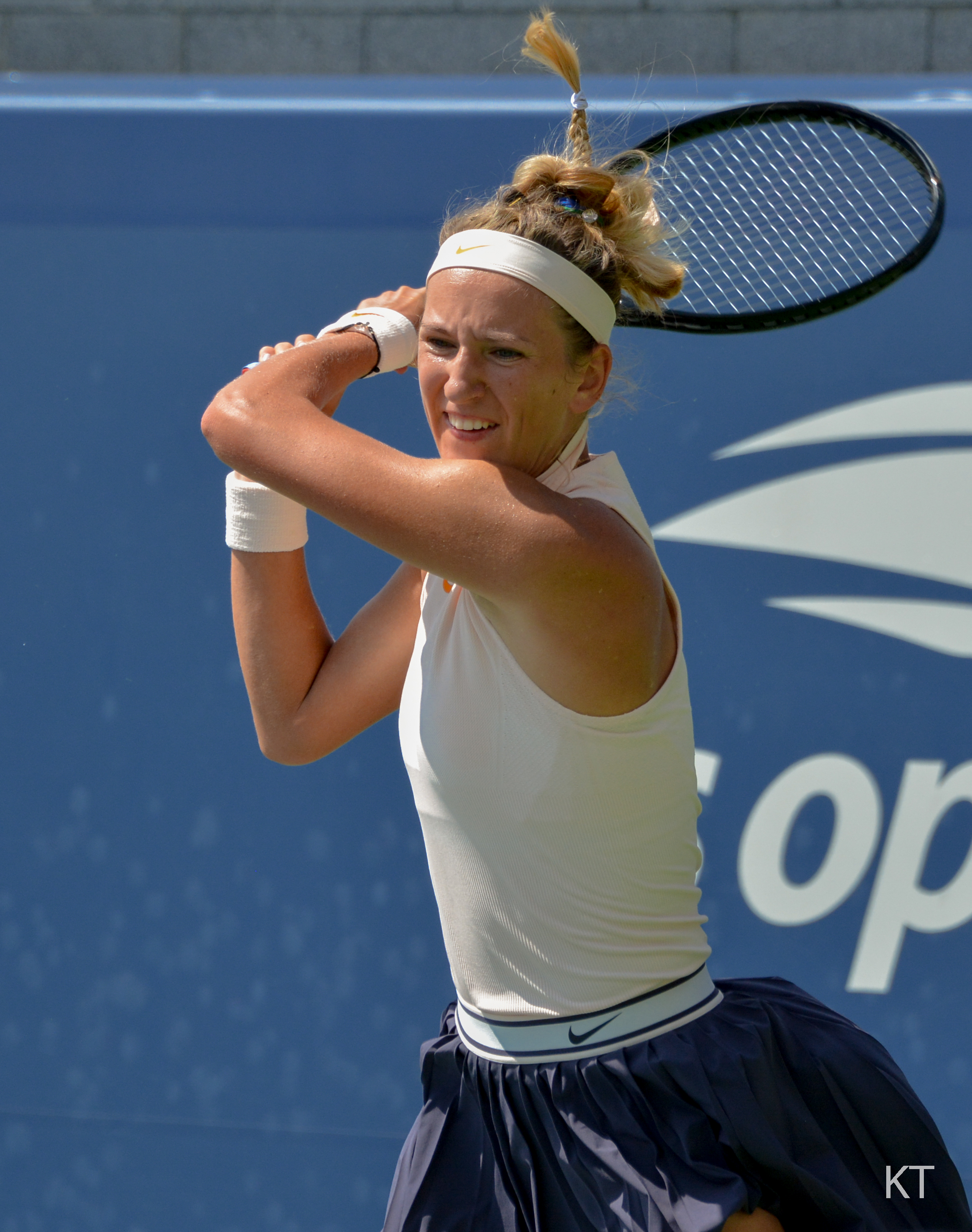
Victoria Azarenka à l'US Open 2018

Victoria reprend la compétition à Indian Wells où elle élimine la Britannique Heather Watson (6-4, 6-2) avant d'être à son tour éliminée par la 13e mondiale, l'Américaine Sloane Stephens (1-6, 5-7). Elle crée la surprise au tournoi de Miami où elle se hisse en demi-finale. Pour y arriver, elle éliminer l'Américaine Catherine Bellis (6-3, 6-0), l'Américaine Madison Keys (7-6, 2-0 ab.), la Lettonne Anastasija Sevastova (3-6, 6-4, 6-1), la Polonaise Agnieszka Radwańska (6-2, 6-2) et la Tchèque Karolína Plíšková (7-5, 6-3). Elle est finalement sortie par l'Américaine Sloane Stephens (6-3, 2-6, 1-6).
En préparation à Roland-Garros, elle prend part au tournoi de Madrid où elle est éliminée dès le deuxième tour par la Tchèque Karolína Plíšková (2-6, 6-1, 5-7) après avoir éliminé la Serbe Aleksandra Krunić (6-3, 6-3). Elle termine sa tournée sur terre battue par deux défaites au premier tour de Rome contre Naomi Osaka (0-6, 3-6) et Roland Garros contre Kateřina Siniaková (5-7, 5-7).
La suite de la saison sera assez décevante avec des second tours à Majorque, Wimbledon (sortie par la huitièmes mondiale Karolína Plíšková), Montréal et Cincinnati (éliminée par la cinquième au classement Caroline Garcia), ainsi que deux quarts à San Jose et Tokyo (où elle sort à chaque fois sur abandon). Pour son retour à l'US Open, elle franchit deux tours, sortant Viktória Kužmová (6-3, 7-5) et Daria Saville (6-1, 6-2) mais s'incline avant la deuxième semaine contre la locale Sloane Stephens (3-6, 4-6), tenante du titre.

### 2019. Finale à Monterrey
Démarrant l'année aux abords du Top 50, elle sort aux premiers tours d'Auckland (défaite par Venus Williams) et de l'Open d'Australie (par Laura Siegemund). Cela faisait treize ans qu'elle n'était pas sortie au premier tour du Grand Chelem australien. Après une sortie au deuxième tour de Saint-Pétersbourg par Petra Kvitová, récente finaliste de l'Open d'Australie et deuxième mondiale, elle gagne deux matchs à Acapulco pour rejoindre les quarts de finale où elle se fait sortir par l'Américaine Sofia Kenin dans un match serré (4-6, 6-4, 5-7). Elle butte en mars aux deuxièmes tours des deux WTA 1000 de la tournée américaine, à Indian Wells (contre l'ancienne numéro une Serena Williams) et à Miami (battue par la Française Caroline Garcia).

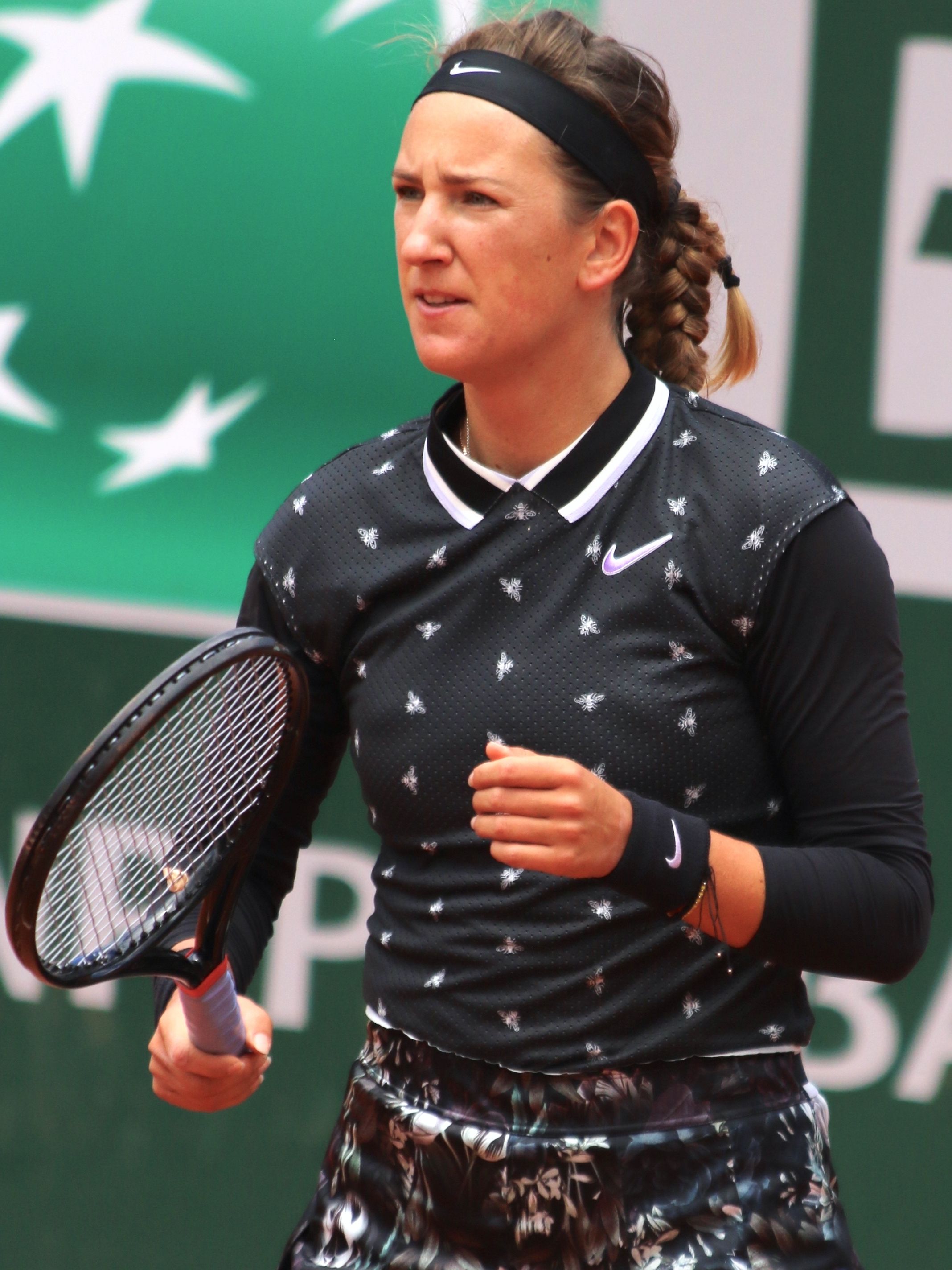
Victoria Azarenka à Roland Garros 2019

Elle se ressaisit bien début avril en éliminant à Monterrey la qualifiée Miyu Kato (6-4, 6-2), la Kazakh Zarina Diyas (6-3, 6-2) la Russe Anastasia Pavlyuchenkova (6-0, 6-4) pour atteindre sa première demi-finale depuis un an. Elle y bat la cinquième mondiale Angelique Kerber (6-4, 4-6, 6-1), lauréate du dernier Wimbledon. Elle dispute alors sa première finale depuis près de trois ans contre l'Espagnole Garbiñe Muguruza, ancienne numéro une également. Elle est néanmoins contrainte à l'abandon dans le deuxième set (1-6, 1-3 ab.). Après une victoire et une défaite en Fed Cup contre l'Australie, elle commence la tournée sur ocre à Stuttgart. Elle s'impose contre Vera Zvonareva (7-5, 6-4) et la quatrième mondiale Karolína Plíšková, demi-finaliste de l'Open d'Australie en début d'année (4-6, 6-4, 6-3). Alors qu'elle bataille contre Anett Kontaveit au tour suivant, elle de nouveau contrainte à abandonner le match (7-5, 5-7, 0-3 ab.).
La suite de la tournée sur terre est plutôt satisfaisant, avec un deuxième tour à Madrid perdu contre Sloane Stephens, finaliste du dernier Roland Garros et un quart de finale à Rome où elle sort successivement Zhang Shuai (6-2, 6-1), la sixième mondiale Elina Svitolina (4-6, 6-1, 7-5) et prend sa revanche sur l'Espagnole Garbiñe Muguruza (6-4, 3-1 ab.). Elle voit la Tchèque Karolína Plíšková, qui gagnera le tournoi, prendre également sa revanche sur elle (7-6, 2-6, 2-6). Elle termine avec Roland Garros où elle gagne son premier match contre Jeļena Ostapenko, vainqueur il y a deux ans (6-4, 7-6) et s'incline en offrant une belle résistance contre la Japonaise Naomi Osaka, numéro une mondiale (6-4, 5-7, 3-6) au second tour.
Après une défaite au premier tour de Majorque de nouveau contre Caroline Garcia, elle atteint le troisième tour à Wimbledon passant Alizé Cornet (6-4, 6-4) et Ajla Tomljanović (6-2, 6-0). Elle tombe au troisième tour contre la future vainqueur du tournoi, la Roumaine Simona Halep (3-6, 1-6). La suite de la saison sera décevant avec des seconds tour à San Jose, Toronto, Cincinnati et une élimination d'entrée à l'US Open pour la première fois de sa carrière contre la Biélorusse Aryna Sabalenka (6-3, 3-6, 6-4).

### 2020. Premier titre depuis quatre ans à Cincinnati et finale à l'US Open
La saison débute par deux défaites à Monterrey et Lexington. En août, elle participe au tournoi de Cincinnati qui se déroule exceptionnellement à New York. Elle emporte des victoires en deux sets sur la Croate Donna Vekić (6-2, 6-3), les Françaises Caroline Garcia (6-2, 7-6) et Alizé Cornet (6-4, 7-5) et la Tunisienne Ons Jabeur (7-6, 6-2) pour aller en demi-finale. Elle renverse alors contre la Britannique Johanna Konta (4-6, 6-4, 6-1) pour dispiuter la finale. Elle remporte le titre après le forfait de son adversaire, la Japonaise Naomi Osaka. Il s'agit de son 21e titre en carrière, le premier depuis 2016, soit près de quatre années.
Revenue en forme et en confiance, Victoria Azarenka enchaîne la semaine suivante à l'US Open avec d'autres victoires sur l'Autrichienne Barbara Haas (6-1, 6-2), la tête de série numéro cinq Aryna Sabalenka (6-1, 6-3), la jeune Iga Świątek (6-4, 6-2) et la Tchèque Karolína Muchová (5-7, 6-1, 6-4) pour aller en quarts de finale. Elle élimine alors sèchement Elise Mertens (6-0, 6-1) pour jouer une demi-finale de prestige contre l'Américaine Serena Williams, en quête d'un vingt-quatrième titre du Grand Chelem dans son pays natal. Elle joue alors sans le savoir son dernier match contre son adversaire, contre qui elle s'est inclinée 18 fois en 22 confrontations. Elle parvient néanmoins à créer la surprise (1-6, 6-3, 6-3) et  atteint dans la foulée sa troisième finale de l'US Open, seulement battue en trois sets par Naomi Osaka (6-1, 3-6, 3-6). À la suite de la rencontre, Azarenka a rappelé qu'elle avait failli arrêter définitivement le tennis lorsqu'elle a mis sa carrière entre parenthèses au moment où elle se battait pour la garde de son fils : "Je n'ai pas touché ma raquette pendant cinq mois. Je n'avais absolument pas l'intention de revenir jouer tant que mes problèmes personnels n'étaient pas résolus. J'étais très proche d'arrêter. Mais ce qui m'a retenue dans le tennis c'est ma volonté de faire ce que je veux.".
Elle effectue les semaines suivantes une bonne tournée sur terre battue en éliminant l'autre sœur Williams (7-6, 6-2), la numéro cinq mondiale Sofia Kenin, vainqueur de l'Open d'Australie plus tôt dans l'année et future finaliste de Roland Garros, en lui infligeant une double roue de bicyclette (6-0, 6-0). Elle profite de l'abandon de la Russe Daria Kasatkina pour atteindre les quarts de finale mais échoue au même stade que l'année précédente contre l'ancienne numéro une Garbiñe Muguruza (6-3, 3-6, 4-6). Elle ne confirme pas à Roland Garros en étant sortie au deuxième tour par la Tchèque Anna Karolína Schmiedlová (2-6, 2-6), alors 161ème mondiale.
Elle termine l'année par une nouvelle performance à Ostrava, en sortant la locale Barbora Krejčíková (2-6, 6-2, 6-1), la Belge Elise Mertens (6-4, 6-1) et la Grecque María Sákkari (6-1, 6-3) pour disputer sa troisième finale de l'année. Elle s'incline contre sa compatriote Aryna Sabalenka (2-6, 2-6) qui prend sa revanche de l'US Open.

### 2021-2022. Résultats irréguliers
Elle commence l'année par un forfait en quarts de finale à Melbourne puis une défaite au premier tour de l'Open d'Australie contre l'Américaine Jessica Pegula. Elle parvient début mars en demi-finale de Doha, éliminant de son passage l'ancienne numéro deux Svetlana Kuznetsova (6-2, 6-3), la qualifiée Laura Siegemund (6-4, 6-2) et la cinquième joueuse mondiale Elina Svitolina (6-2, 6-4). Elle est contrainte à déclarer forfait avant la finale, alors qu'elle aurait dû affronter l'Espagnole Garbiñe Muguruza. A Miami, elle bat l'Allemande Angelique Kerber (7-5, 6-2) et s'incline logiquement mais avec résistance contre la numéro un Ashleigh Barty (1-6, 6-1, 2-6).
La tournée sur ocre est de courte durée avec un forfait au second tour de Madrid mais l'accession à la deuxième semaine à Roland Garros pour la première fois depuis huit ans. Pour cela, elle bat de nouveau la Russe Svetlana Kuznetsova (6-4, 2-6, 6-3), la Danoise Clara Tauson (7-5, 6-4) et l'Américaine Madison Keys (6-2, 6-2). Elle s'incline néanmoins en huitièmes de finale contre une autre Russe, Anastasia Pavlyuchenkova (7-5, 3-6, 2-6), future finaliste du tournoi. Elle enchaîne à Berlin avec des victoires sur les Allemandes Andrea Petkovic (6-4, 7-6) et Angelique Kerber (6-3, 7-5) et prend sa revanche sur l'Américaine Jessica Pegula (6-2, 5-7, 6-4) pour rallier les demi-finale. Elle s'incline de nouveau aux portes de la finale contre la qualifiée Russe Liudmila Samsonova, 106ème mondiale (4-6, 2-6).

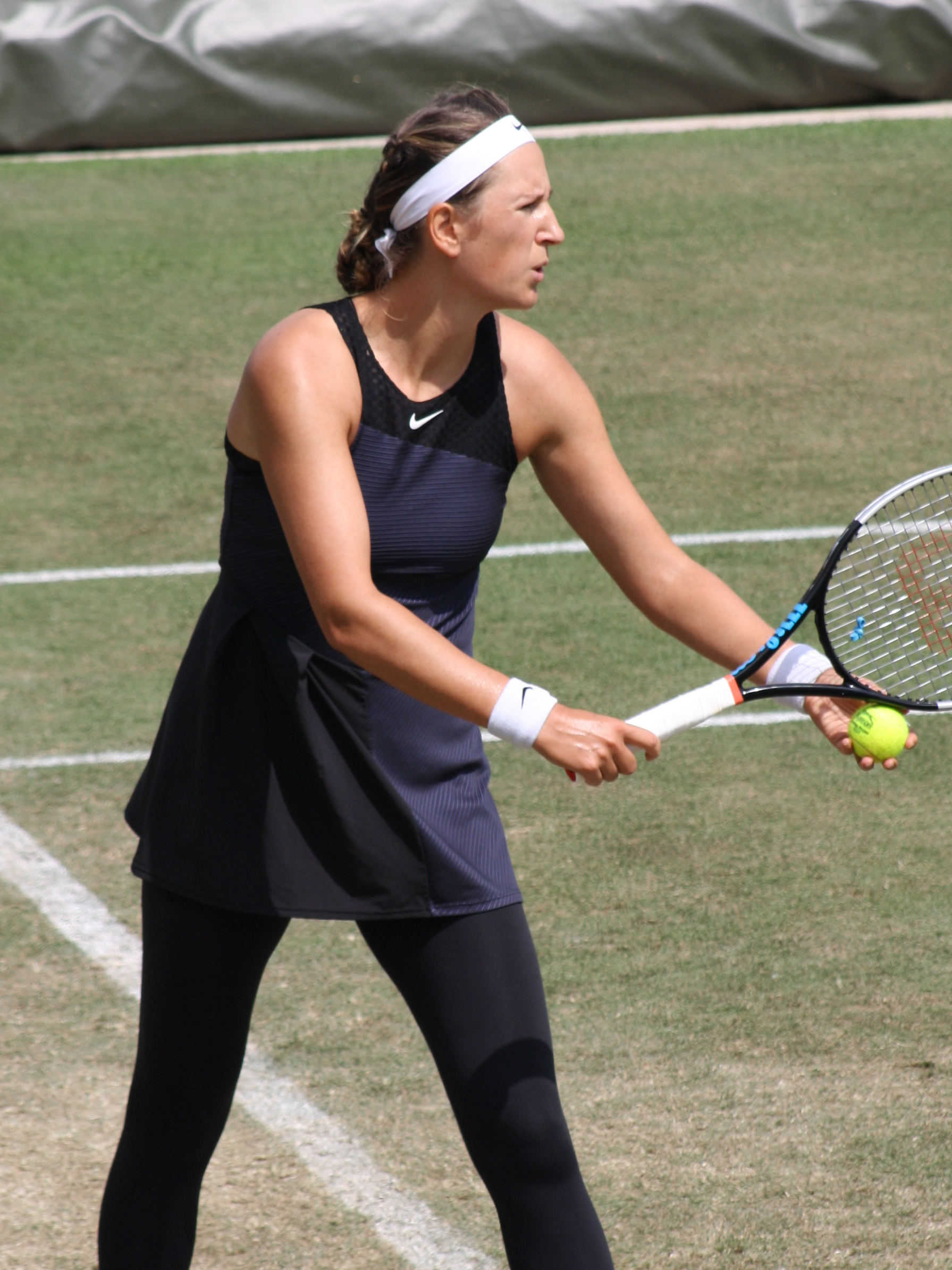
Victoria Azarenka à Bad Hombourg 2021

Elle déclare forfait en juin en quarts de finale du tournoi de Bad Homburg, puis s'incline au second tour de Wimbledon contre la Roumaine Sorana Cîrstea (6-7, 6-3, 4-6). Elle prend sa revanche sur la Roumaine un mois plus tard à Montréal (6-2, 6-2) puis arrache une victoire sur la Grecque María Sákkari (6-4, 3-6, 7-6) et perd au tour suivant, battue par la numéro trois mondiale, sa compatriote Aryna Sabalenka (2-6, 4-6). Elle parvient en huitièmes à Cincinnati, butant de nouvau sur la numéro un Ashleigh Barty (0-6, 2-6), récente vainqueur de Wimbledon.
A New York, elle empoche deux victoires sur Tereza Martincová (6-4, 6-0) et Jasmine Paolini (6-3, 7-6) mais échoue à disputer la deuxième semaine battue par l'Espagnole Garbiñe Muguruza (4-6, 6-3, 2-6). Elle déclare de nouveau forfait en huitièmes de finale à Chicago fin septembre mais termine l'année par une bonne note en parvenant en finale du WTA 1000 d'Indian Wells à a faveur d'un abandon de Magda Linette (7-5, 3-0 ab.) et de victoires sur Petra Kvitová (7-5, 6-4), sa compatriote Aliaksandra Sasnovich (6-3, 6-4), l'Américaine Jessica Pegula (6-4, 6-2) et de la Lettone Jeļena Ostapenko (3-6, 6-3, 7-5). Ancienne double lauréate du tournoi, elle échoue pour la première fois en finale en Californie, sortie par l'Espagnole Paula Badosa (6-7, 6-2, 6-7).
Elle entame l'année 2022 par une revanche sur l'Espagnole Paula Badosa, huitième mondiale (6-3, 6-2) à Adelaïde et se fait sortir en quarts de finale par la neuvième mondiale Iga Świątek (3-6, 6-2, 1-6)  Durant le mois de mai, elle atteint le troisième tour à Roland-Garros 2022 en s'inclinant contre la Suissesse Jil Teichmann après 3 heures de jeu. Elle renoue mi-janvier avec la seconde semaine à l'Open d'Australie en battant la Hongroise Panna Udvardy (6-3, 6-1), la Suissesse Jil Teichmann (6-1, 6-2) et l'ancienne Top 10 Elina Svitolina (6-0, 6-2). Elle n'atteint pas les quarts de finale, sortie par la quatrième Barbora Krejčíková (2-6, 2-6).
Les mois suivants sont plus quelconques avec des éliminations d'entrée à Dubaï, au deuxième tour à Indian Wells et Miami (sur abandon) et un forfait au même stade à Doha. Elle parvient en huitièmes de finale à Madrid, éliminant l'ancienne demi-finaliste de Roland Garros Tamara Zidanšek (mais battuee par une autre ancienne demi-finaliste, l'Américaine Amanda Anisimova), Rome (éliminée par la numéro un Iga Świątek, de nouveau) et Roland Garros, après s'être débarrassée d'Ana Bogdan (6-7, 7-6, 6-2) et d'Andrea Petkovic (6-1, 7-6), et défaite par Jil Teichmann (6-4, 5-7, 6-7) qui prend sa revanche de l'Open d'Australie. 
Après avoir atteint les quarts de finale à Washington (défaite contre Wang Xiyu) et le deuxième tour à Cincinnati (battue par la Britannique Emma Raducanu), elle dispute un deuxième huitième en Grand Chelem cette saison. Elle vainc pour cela à l'US Open la qualifiée locale Ashlyn Krueger (6-1, 4-6, 6-2), l'Ukrainienne Marta Kostyuk (6-2, 6-3) et la Croate Petra Martić (6-3, 6-0). Elle est de nouveau battue à ce stade, cette fois-ci par l'ancienne finaliste Karolína Plíšková (5-7, 7-6, 2-6).
Fin octobre, après une défaite d'entrée à Ostrava, elle rallie les demi-finale du WTA 1000 de Guadalajara en éliminant successivement Elina Avanesyan (6-4, 6-2), la tête de série numéro une, Paula Badosa sur abandon (6-2 ab.) et deux Américaines, Madison Keys (6-4, 6-7, 6-1) et Coco Gauff (7-6, 4-6, 6-3), qu'elle affronte pour la première fois. Elle s'incline face à une troisième Américaine, Jessica Pegula (6-7, 1-6).

### 2023. Demi-finale à l'Open d'Australie et titre en double à Madrid
Elle attaque sa saison par les deux tournois d'Adelaïde où elle atteint les quarts de finale dans le premier d'entre eux, étant battue par la jeune Tchèque qualifiée Linda Nosková, 102e mondiale (4-6, 7-6, 6-7) puis d'entrée au deuxième tournoi contre la numéro neuf mondiale Veronika Kudermetova (6-2, 6-7, 4-6).
Mi-janvier elle élimine lors de l'Open d'Australie l'ancienne lauréate Sofia Kenin (6-4, 7-6), l'Argentine Nadia Podoroska (6-1, 6-0) et la tête de série numéro dix Madison Keys (1-6, 6-2, 6-1). Ecartant la Chinoise Zhu Lin (4-6, 6-1, 6-4), puis la numéro trois mondiale Jessica Pegula (6-4, 6-1), elle se qualifie pour les demi-finale du tournoi australien pour la première fois depuis dix ans. Cela faisait par ailleurs sept ans qu'elle n'avait pas battu une joueuse aussi bien classée. Elle est stoppée par la vainqueur du dernier Wimbledon, Elena Rybakina (6-7, 3-6).
Mi-février, elle est renversée au deuxième tour à Doha par la Suissesse Belinda Bencic, neuvième mondiale (6-1, 6-7, 4-6), puis éliminée en huitièmes de finale à Dubaï par l'Américaine Madison Keys (1-6, 2-6). C'est la première fois de sa carrière qu'elle s'incline contre l'Américaine, qui prend sa revanche de l'Australie. Un mois plus tard, elle est battue d'entrée à Indian Wells par la Tchèque Karolína Muchová (6-7, 3-6), puis au troisième tour à Miami contre l'autre demi-finaliste de l'Open d'Australie Magda Linette (6-7, 6-2, 4-6). Après avoir battu l'ancienne numéro quatre Sloane Stephens sur la terre battue de Charleston (3-6, 6-3, 6-2), elle perd contre la Russe Anna Kalinskaya (4-6, 6-7) en huitièmes de finale, puis est sorti d'entrée fin avril à Madrid par l'Américaine Alycia Parks (2-6, 6-7).
Elle remporte début mai le tournoi de Madrid en double avec sa coéquipière Beatriz Haddad Maia, en éliminant les numéros trois et quatre mondiales Jessica Pegula-Coco Gauff (6-1, 6-4). À Rome, après avoir battu l'ancienne finaliste de Roland-Garros Sloane Stephens (6-4, 6-3), elle déclare forfait contre une autre Américaine, Madison Keys, au troisième tour. Fin mai, elle est éliminée d'entrée à Roland-Garros par la Canadienne Bianca Andreescu (6-2, 3-6, 4-6). C'est sa première élimination au premier tour d'un Grand Chelem depuis deux ans.

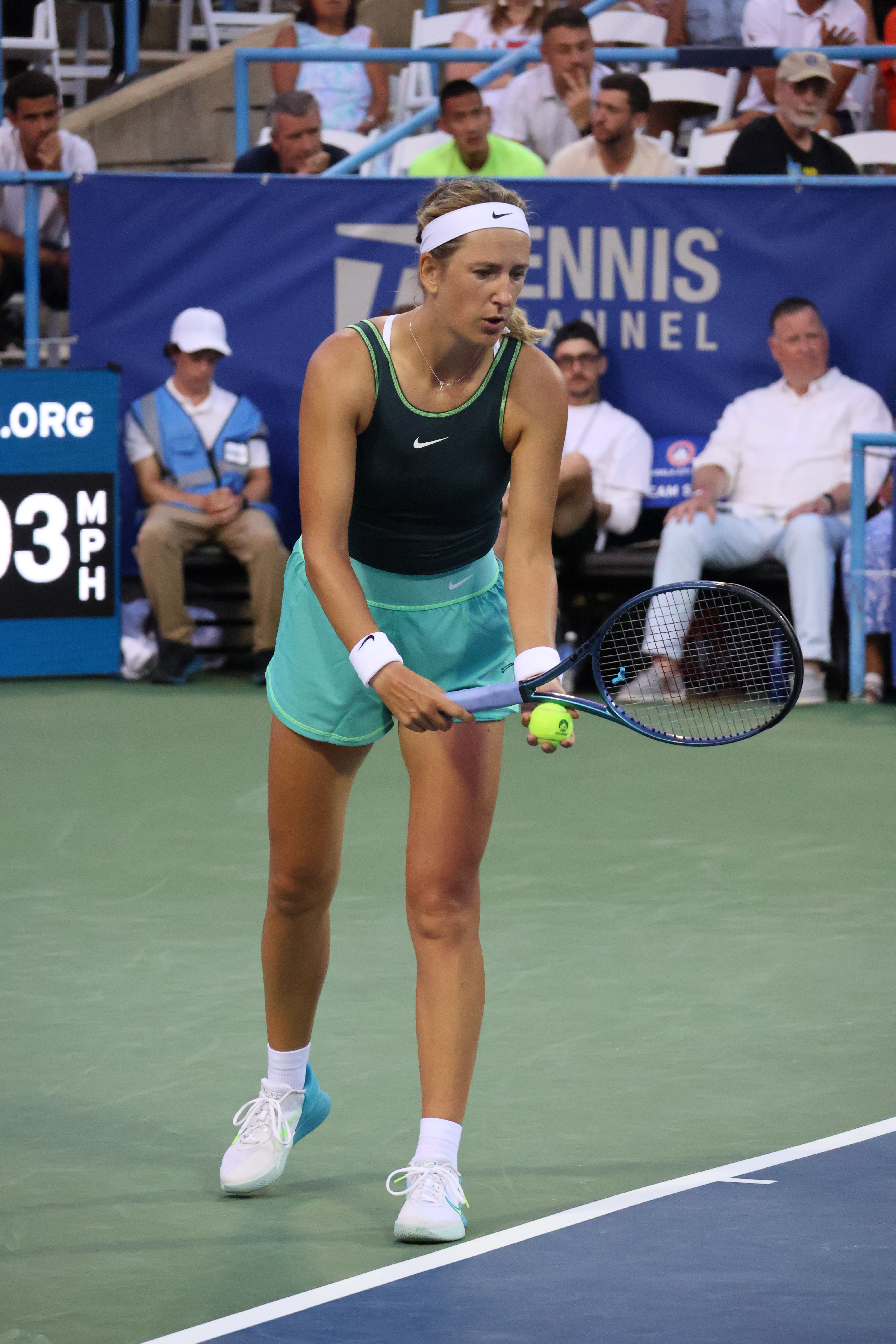
Victoria Azarenka au tournoi de Washington 2023

Elle arrive à Wimbledon avec un bilan négatif d'une victoire pour deux défaites lors de sa préparation sur gazon (battue par la jeune Américaine Ashlyn Krueger au deuxième tour à S'Hertogenbosch, puis par sa compatriote Aliaksandra Sasnovich au premier tour à Berlin). Elle atteint néanmoins les huitièmes de finale en remportant son premier match sur une Top 10 sur gazon contre la numéro 10 mondiale Daria Kasatkina (6-2, 6-4) au troisième tour. Elle affronte pour une place en quarts de finale l'Ukrainienne Elina Svitolina, contre laquelle elle n'a encore jamais perdu lors de ses cinq premières confrontations, mais elle finit par s'incliner au super tie-break (6-2, 4-6, 6-79).
Demi-finaliste à Guadalajara l'année passée, elle fait de nouveau un bon tournoi en rejoignant les quarts de finale après des victoires sur l'Américaine Robin Montgomery (6-1, 6-1), l'Ukrainienne Dayana Yastremska (6-4, 7-6) et la Russe Veronika Kudermetova (6-2, 6-1). Elle est stoppée aux portes des demi par la Française Caroline Garcia, tête de série numéro trois (3-6, 4-6).
Mis à part cette éclaircie, sa deuxième moitié de saison est compliquée, éliminée d'entrée à Washington (de nouveau par Elina Svitolina), à Pékin et Hong Kong (sur abandon) et ne remportant qu'un match à Montréal (déclarant forfait au second tour), Cincinnati et l'US Open.

### 2024. Maintien dans le Top 20, demi finaliste à Miami et quart de finale à Doha et Rome
L'année débute par une demi-finale à Brisbane en éliminant la Russe Anna Kalinskaya (6-1, 7-6), la jeune Française Clara Burel (7-5, 6-2) et surtout la Lettone Jeļena Ostapenko qu'elle a toujours battu en trois confrontations (6-3, 3-6, 7-5). Elle affronte la numéro deux mondiale et compatriote Aryna Sabalenka aux portes de la finale mais est sortie (2-6, 4-6) par la Biélorusse, vainqueur quelques semaines plus tard de son deuxième Open d'Australie en carrière. Elle s'envole pour Melbourne et attaquer l'Open d'Australie qu'elle avait gagné deux fois par le passé. Elle passe en cédant une manche contre l'Italienne Camila Giorgi (6-1, 4-6, 6-3) et contre la Danoise Clara Tauson (6-4, 3-6, 6-2) puis s'impose de nouveau contre la numéro dix mondiale Jeļena Ostapenko (6-1, 7-5). Elle ne profite pas d'un tableau ouvert et cède en huitièmes de finale contre une des surprises du tournoi, la qualifiée Ukrainienne Dayana Yastremska (6-7, 4-6), qui ira jusqu'en demi-finale.
Mi-février, elle confirme sa belle forme en disputant un quart de finale pour son premier WTA 1000 de l'année à Doha. Elle efface d'abord la Polonaise Magdalena Fręch en trois manches (6-3, 3-6, 6-3), puis la Chinoise Wang Xinyu (7-6, 6-2) avant de sortir pour la troisième fois de l'année la Lettone Jeļena Ostapenko, en ne lui laissant que trois jeux (6-0, 6-3). Confrontée à la numéro une mondiale Iga Świątek, tenant du titre, elle ne marque que quatre jeux contre la Polonaise (4-6, 0-6). 
Elle sort Arantxa Rus au premier tour de Dubaï mais doit abandonner après avoir lâché la deuxième manche contre la numéro quatre Elena Rybakina (6-4, 2-6 ab.) avant de subit une nouvelle défaite en entrée d'Indian Wells contre la locale Caroline Dolehide (5-7, 6-2, 3-6).
Elle enchaîne néanmoins une nouvelle performance de choix fin mars à Miami. Sortant difficilement la locale Peyton Stearns (7-5, 3-6, 6-4) qui dispute le tournoi pour la première fois, ainsi que la jeune Chinoise Zheng Qinwen, septième mondiale et finaliste à l'Open d'Australie (6-4, 7-5), elle écarte la Britannique Katie Boulter, gagnante de San Diego quelques semaines plus tôt (7-5, 6-1) en huitièmes de finale. Elle profite d'un tableau ouvert et défie la Kazakh Yulia Putintseva (7-6, 1-6, 6-3) pour jouer les demi-finale d'un WTA 1000 pour la première fois depuis un an et demi. Contre la numéro quatre Elena Rybakina, déjà vainqueur de deux titres en début de saison et finaliste l'année passée, elle s'incline au bout d'une grosse bataille (4-6, 6-0, 6-7). C'est malgré tout la première fois depuis cinq ans qu'elle rejoint les demi du tournoi californien. 
Elle confirme son bon début de saison, disputant les quarts de finale à Charleston pour le début de la tournée sur terre, ne laissant que des miettes à l'Italienne Elisabetta Cocciaretto (6-1, 6-2) et renversant la locale Taylor Townsend (6-7, 6-3, 6-4), buttant seulement sur Jessica Pegula, numéro cinq mondiale (4-6, 6-3, 6-7), en ayant obtenu quatre balles de match. Après un troisième tour à Madrid disputé contre la locale Sara Sorribes Tormo (6-7, 3-6), elle atteint de nouveau les quarts de finale du tournoi de Rome et renverse Magda Linette (6-7, 6-4, 6-3), finaliste à Rouen quelques semaines plus tôt, l'Egyptienne Mayar Sherif (6-2, 6-7, 6-3) et sort la Grecque María Sákkari, sa première victoire sur une Top 10 sur ocre depuis quatre ans (6-4, 6-1). Elle fait face en quarts de finale à l'Américaine Danielle Collins, vainqueur de 18 de ses 19 derniers matchs et titrée à Charleston et Miami. Elle concède les deux manches contre son adversaire qui dispute sa dernière saison sur le circuit (4-6, 3-6). Elle débarque à Roland Garros en ne laissant qu'un seul jeu à l'ancienne demi-finaliste Nadia Podoroska (6-1, 6-0) avant de voir la très jeune Mirra Andreeva, la sortir (3-6, 6-3, 5-7). La Russe confirmera son succès avec sa première demi-finale en Majeur quelques jours plus tard.
Pour le début de la saison sur herbe, elle sort encore María Sákkari (6-4, 6-2), la qualifiée Turque Zeynep Sönmez (6-3, 6-3) et profite de l'abandon d'Elena Rybakina qui l'avait jusqu'alors toujours battue (3-1 ab.) pour parvenir jusqu'en demi-finale à Berlin. Elle manque de disputer une première finale depuis trois saisons en perdant contre la surprenante Russe Anna Kalinskaya, finaliste à Dubaï et quart de finaliste à l'Open d'Australie en début de saison (1-6, 7-6, 1-6). Une blessure à une épaule la contraint à renoncer à participer au tournoi de Wimbledon.
Elle effectue son retour plus d'un mois après, aux États-Unis avec le tournoi de Washington. Elle y atteint les quarts de finale, écartant en deux tie-breaks la qualifiée Hailey Baptiste, puis la Chinoise Wang Yafan (6-1, 6-7, 6-3) avant de subir la loi d'Aryna Sabalenka (4-6, 4-6), qui remportera à l'US Open son troisième Majeur. Elle s'impose tranquillement contre Anastasia Pavlyuchenkova (6-2, 6-2) mais fait face à plus d'adversité contre Greet Minnen (3-6, 7-5, 6-1) à Toronto et doit abandonner en fin de match contre Peyton Stearns qui prend sa revanche de Miami (4-6, 2-4 ab.). Décidant de faire l'impasse sur Cincinnati, elle engrange ses dernières victoires de l'année à l'US Open, renversant la qualifiée Yulia Starodubtseva qui dispute pour la première fois le tableau final du Majeur américain (3-6, 6-1, 6-1) et contre Clara Burel (6-1, 6-4) avant d'être sorti comme l'année passée par une Chinoise, Wang Yafan qui prend elle aussi sa revanche (4-6, 6-3, 1-6) et atteint pour la première fois de sa carrière les huitièmes de finale d'un Majeur. Elle termine sa saison par un troisième et dernier abandon contre Kamilla Rakhimova à Guadalajara (2-6, 0-3 ab.).

## Palmarès

### Titres en simple dames
| No | Date       | Nom et lieu du tournoi                      | Catégorie | Dotation     | Surface      | Finaliste           | Score          |          |
| -- | ---------- | ------------------------------------------- | --------- | ------------ | ------------ | ------------------- | -------------- | -------- |
| 1  | 05-01-2009 | Brisbane International, Brisbane            | Intern'l  | 220 000 $    | Dur (ext.)   | Marion Bartoli      | 6-3, 6-1       | Parcours |
| 2  | 16-02-2009 | M. Keegan & Cellular South Cup, Memphis     | Intern'l  | 220 000 $    | Dur (int.)   | Caroline Wozniacki  | 6-1, 6-3       | Parcours |
| 3  | 25-03-2009 | Sony Ericsson Open, Miami                   | PREMIER*  | 4 500 000 $  | Dur (ext.)   | Serena Williams     | 6-3, 6-1       | Parcours |
| 4  | 26-07-2010 | Bank of the West Classic, Stanford          | Premier   | 700 000 $    | Dur (ext.)   | Maria Sharapova     | 6-4, 6-1       | Parcours |
| 5  | 18-10-2010 | Kremlin Cup, Moscou                         | Premier   | 1 000 000 $  | Dur (int.)   | Maria Kirilenko     | 6-3, 6-4       | Parcours |
| 6  | 21-03-2011 | Sony Ericsson Open, Miami                   | PREMIER*  | 4 500 000 $  | Dur (ext.)   | Maria Sharapova     | 6-1, 6-4       | Parcours |
| 7  | 04-04-2011 | Andalucia Tennis Experience, Marbella       | Intern'l  | 220 000 $    | Terre (ext.) | Irina-Camelia Begu  | 6-3, 6-2       | Parcours |
| 8  | 17-10-2011 | BGL BNP Paribas Open, Luxembourg            | Intern'l  | 220 000 $    | Dur (int.)   | Monica Niculescu    | 6-2, 6-2       | Parcours |
| 9  | 08-01-2012 | Apia International, Sydney                  | Premier   | 637 000 $    | Dur (ext.)   | Li Na               | 6-2, 1-6, 6-3  | Parcours |
| 10 | 16-01-2012 | Australian Open, Melbourne                  | G. Chelem | 12 122 762 $ | Dur (ext.)   | Maria Sharapova     | 6-3, 6-0       | Parcours |
| 11 | 13-02-2012 | Qatar Total Open 2012, Doha                 | Premier 5 | 2 168 400 $  | Dur (ext.)   | Samantha Stosur     | 6-1, 6-2       | Parcours |
| 12 | 07-03-2012 | BNP Paribas Open, Indian Wells              | PREMIER*  | 5 536 664 $  | Dur (ext.)   | Maria Sharapova     | 6-2, 6-3       | Parcours |
| 13 | 29-09-2012 | China Open, Pékin                           | PREMIER*  | 4 828 050 $  | Dur (ext.)   | Maria Sharapova     | 6-3, 6-1       | Parcours |
| 14 | 08-10-2012 | Generali Ladies, Linz                       | Intern'l  | 220 000 $    | Dur (int.)   | Julia Görges        | 6-3, 6-4       | Parcours |
| 15 | 14-01-2013 | Australian Open, Melbourne                  | G. Chelem | 13 712 772 $ | Dur (ext.)   | Li Na               | 4-6, 6-4, 6-3  | Parcours |
| 16 | 11-02-2013 | Qatar Total Open 2013, Doha                 | Premier 5 | 2 369 000 $  | Dur (ext.)   | Serena Williams     | 7-66, 2-6, 6-3 | Parcours |
| 17 | 12-08-2013 | Western & Southern Open, Cincinnati         | Premier 5 | 2 369 000 $  | Dur (ext.)   | Serena Williams     | 2-6, 6-2, 7-66 | Parcours |
| 18 | 03-01-2016 | Brisbane International by Suncorp, Brisbane | Premier   | 1 000 000 $  | Dur (ext.)   | Angelique Kerber    | 6-3, 6-1       | Parcours |
| 19 | 09-03-2016 | BNP Paribas Open, Indian Wells              | PREMIER*  | 6 844 139 $  | Dur (ext.)   | Serena Williams     | 6-4, 6-4       | Parcours |
| 20 | 22-03-2016 | Miami Open presented by Itaú, Miami         | PREMIER*  | 6 844 139 $  | Dur (ext.)   | Svetlana Kuznetsova | 6-3, 6-2       | Parcours |
| 21 | 22-08-2020 | Western & Southern Open, New York           | Premier 5 | 1 950 079 $  | Dur (ext.)   | Naomi Osaka         | Forfait        | Parcours |

### Finales en simple dames
| No | Date       | Nom et lieu du tournoi                      | Catégorie | Dotation     | Surface      | Vainqueure         | Score           |          |
| -- | ---------- | ------------------------------------------- | --------- | ------------ | ------------ | ------------------ | --------------- | -------- |
| 1  | 30-04-2007 | Estoril Open, Estoril                       | Tier IV   | 145 000 $    | Terre (ext.) | Gréta Arn          | 2-6, 6-1, 7-63  | Parcours |
| 2  | 01-10-2007 | Tashkent Open, Tachkent                     | Tier IV   | 145 000 $    | Dur (ext.)   | Pauline Parmentier | 7-5, 6-2        | Parcours |
| 3  | 31-12-2007 | Mondial Australian Women's HC, Gold Coast   | Tier III  | 175 000 $    | Dur (ext.)   | Li Na              | 4-6, 6-3, 6-4   | Parcours |
| 4  | 28-04-2008 | ECM Open, Prague                            | Tier IV   | 145 000 $    | Terre (ext.) | Vera Zvonareva     | 7-62, 6-2       | Parcours |
| 5  | 14-02-2010 | Barclays Tennis Championships, Dubaï        | Premier 5 | 2 000 000 $  | Dur (ext.)   | Venus Williams     | 6-3, 7-5        | Parcours |
| 6  | 14-06-2010 | AEGON International, Eastbourne             | Premier   | 600 000 $    | Gazon (ext.) | Ekaterina Makarova | 7-65, 6-4       | Parcours |
| 7  | 30-04-2011 | Mutua Madrid Open, Madrid                   | PREMIER*  | 4 500 000 $  | Terre (ext.) | Petra Kvitová      | 7-63, 6-4       | Parcours |
| 8  | 25-10-2011 | TEB BNP Paribas WTA Championships, Istanbul | Masters   | 4 900 000 $  | Dur (int.)   | Petra Kvitová      | 7-5, 4-6, 6-3   | Parcours |
| 9  | 23-04-2012 | Porsche Tennis Grand Prix, Stuttgart        | Premier   | 740 000 $    | Terre (int.) | Maria Sharapova    | 6-1, 6-4        | Parcours |
| 10 | 05-05-2012 | Mutua Madrid Open, Madrid                   | PREMIER*  | 5 189 603 $  | Terre (ext.) | Serena Williams    | 6-1, 6-3        | Parcours |
| 11 | 27-08-2012 | US Open, Flushing Meadows                   | G. Chelem | 11 517 008 $ | Dur (ext.)   | Serena Williams    | 6-2, 2-6, 7-5   | Parcours |
| 12 | 13-05-2013 | Internazionali BNL d'Italia, Rome           | Premier 5 | 2 369 000 $  | Terre (ext.) | Serena Williams    | 6-1, 6-3        | Parcours |
| 13 | 29-07-2013 | Southern California Open, Carlsbad          | Premier   | 795 707 $    | Dur (ext.)   | Samantha Stosur    | 6-2, 6-3        | Parcours |
| 14 | 26-08-2013 | US Open, Flushing Meadows                   | G. Chelem | 16 102 000 $ | Dur (ext.)   | Serena Williams    | 7-5, 6-76, 6-1  | Parcours |
| 15 | 29-12-2013 | Brisbane International, Brisbane            | Premier   | 1 000 000 $  | Dur (ext.)   | Serena Williams    | 6-4, 7-5        | Parcours |
| 16 | 23-02-2015 | Qatar Total Open 2015, Doha                 | Premier   | 731 000 $    | Dur (ext.)   | Lucie Šafářová     | 6-4, 6-3        | Parcours |
| 17 | 01-04-2019 | Abierto GNP Seguros, Monterrey              | Intern'l  | 226 150 $    | Dur (ext.)   | Garbiñe Muguruza   | 6-1, 3-1 ab.    | Parcours |
| 18 | 31-08-2020 | US Open, Flushing Meadows                   | G. Chelem | 53 402 000 $ | Dur (ext.)   | Naomi Osaka        | 1-6, 6-3, 6-3   | Parcours |
| 19 | 19-10-2020 | J&T Banka Ostrava Open, Ostrava             | Premier   | 528 500 $    | Dur (int.)   | Aryna Sabalenka    | 6-2, 6-2        | Parcours |
| 20 | 06-10-2021 | BNP Paribas Open, Indian Wells              | WTA 1000  | 8 761 725 $  | Dur (ext.)   | Paula Badosa       | 7-65, 2-6, 7-62 | Parcours |

### Titres en double dames
| No | Date       | Nom et lieu du tournoi                               | Catégorie | Dotation      | Surface      | Partenaire          | Finalistes                               | Score            |          |
| -- | ---------- | ---------------------------------------------------- | --------- | ------------- | ------------ | ------------------- | ---------------------------------------- | ---------------- | -------- |
| 1  | 02-10-2006 | Tashkent Open Tachkent                               | Tier IV   | 145 000 $     | Dur (ext.)   | Tatiana Poutchek    | Maria Elena Camerin Emmanuelle Gagliardi | Forfait          | Parcours |
| 2  | 16-02-2009 | M. Keegan & Cellular South Cup Memphis               | Intern'l  | 220 000 $     | Dur (int.)   | Caroline Wozniacki  | Yuliana Fedak Michaëlla Krajicek         | 6-1, 7-62        | Parcours |
| 3  | 11-03-2009 | BNP Paribas Open Indian Wells                        | PREMIER*  | 4 500 000 $   | Dur (ext.)   | Vera Zvonareva      | Gisela Dulko Shahar Peer                 | 6-4, 3-6, [10-5] | Parcours |
| 4  | 09-08-2010 | Western & Southern Open Cincinnati                   | Premier 5 | 2 000 000 $   | Dur (ext.)   | Maria Kirilenko     | Lisa Raymond Rennae Stubbs               | 7-64, 7-68       | Parcours |
| 5  | 30-04-2011 | Mutua Madrid Open Madrid                             | PREMIER*  | 4 500 000 $   | Terre (ext.) | Maria Kirilenko     | Květa Peschke Katarina Srebotnik         | 6-4, 6-3         | Parcours |
| 6  | 25-07-2011 | Bank of the West Classic Stanford                    | Premier   | 721 000 $     | Dur (ext.)   | Maria Kirilenko     | Liezel Huber Lisa Raymond                | 6-1, 6-3         | Parcours |
| 7  | 25-02-2019 | Abierto Mexicano TELCEL presentado por HSBC Acapulco | Intern'l  | 226 750 $     | Dur (ext.)   | Zheng Saisai        | Desirae Krawczyk Giuliana Olmos          | 6-1, 6-2         | Parcours |
| 8  | 13-05-2019 | Internazionali BNL d'Italia Rome                     | Premier 5 | 3 151 788 € $ | Terre (ext.) | Ashleigh Barty      | Anna-Lena Grönefeld Demi Schuurs         | 4-6, 6-0, [10-3] | Parcours |
| 9  | 14-06-2021 | bett1open Berlin                                     | WTA 500   | 456 073 $     | Gazon (ext.) | Aryna Sabalenka     | Nicole Melichar Demi Schuurs             | 4-6, 7-5, [10-4] | Parcours |
| 10 | 25-04-2023 | Mutua Madrid Open Madrid                             | WTA 1000  | 7 652 174 $   | Terre (ext.) | Beatriz Haddad Maia | Coco Gauff Jessica Pegula                | 6-1, 6-4         | Parcours |

### Finales en double dames
| No | Date       | Nom et lieu du tournoi                    | Catégorie | Dotation     | Surface         | Vainqueures                          | Partenaire         | Score            |          |
| -- | ---------- | ----------------------------------------- | --------- | ------------ | --------------- | ------------------------------------ | ------------------ | ---------------- | -------- |
| 1  | 20-02-2006 | M. Keegan & Cellular South Cup Memphis    | Tier III  | 175 000 $    | Dur (int.)      | Lisa Raymond Samantha Stosur         | Caroline Wozniacki | 7-62, 6-3        | Parcours |
| 2  | 23-07-2007 | Bank of the West Classic Stanford         | Tier II   | 600 000 $    | Dur (ext.)      | Sania Mirza Shahar Peer              | Anna Chakvetadze   | 6-4, 7-65        | Parcours |
| 3  | 30-07-2007 | Acura Classic San Diego                   | Tier I    | 1 340 000 $  | Dur (ext.)      | Cara Black Liezel Huber              | Anna Chakvetadze   | 7-5, 6-4         | Parcours |
| 4  | 24-09-2007 | FORTIS Championships Luxembourg           | Tier II   | 600 000 $    | Dur (int.)      | Iveta Benešová Janette Husárová      | Shahar Peer        | 6-4, 6-2         | Parcours |
| 5  | 08-10-2007 | Kremlin Cup Moscou                        | Tier I    | 1 340 000 $  | Moquette (int.) | Cara Black Liezel Huber              | Tatiana Poutchek   | 4-6, 6-1, [10-7] | Parcours |
| 6  | 14-01-2008 | Australian Open Melbourne                 | G. Chelem | 8 000 000 $  | Dur (ext.)      | Alona Bondarenko Kateryna Bondarenko | Shahar Peer        | 2-6, 6-1, 6-4    | Parcours |
| 7  | 07-04-2008 | Bausch & Lomb Championships Amelia Island | Tier II   | 600 000 $    | Terre (ext.)    | Bethanie Mattek Vladimíra Uhlířová   | Elena Vesnina      | 6-3, 6-1         | Parcours |
| 8  | 24-05-2009 | Roland-Garros Paris                       | G. Chelem | 10 009 638 $ | Terre (ext.)    | Anabel Medina Virginia Ruano Pascual | Elena Vesnina      | 6-1, 6-1         | Parcours |
| 9  | 17-01-2011 | Australian Open Melbourne                 | G. Chelem | 10 366 780 $ | Dur (ext.)      | Gisela Dulko Flavia Pennetta         | Maria Kirilenko    | 2-6, 7-5, 6-1    | Parcours |
| 10 | 08-08-2011 | Coupe Rogers Toronto                      | Premier 5 | 2 050 000 $  | Dur (ext.)      | Liezel Huber Lisa Raymond            | Maria Kirilenko    | Forfait          | Parcours |
| 11 | 26-08-2019 | US Open Flushing Meadows                  | G. Chelem | 27 689 250 $ | Dur (ext.)      | Elise Mertens Aryna Sabalenka        | Ashleigh Barty     | 7-5, 7-5         | Parcours |

### Titres en double mixte
| No | Date       | Nom et lieu du tournoi         | Catégorie     | Dotation    | Surface      | Partenaire | Finalistes                        | Score            |          |
| -- | ---------- | ------------------------------ | ------------- | ----------- | ------------ | ---------- | --------------------------------- | ---------------- | -------- |
| 1  | 27-08-2007 | US Open Flushing Meadows       | G. Chelem     | 9 098 000 $ | Dur (ext.)   | Max Mirnyi | Meghann Shaughnessy Leander Paes  | 6-4, 7-66        | Parcours |
| 2  | 25-05-2008 | Roland-Garros Paris            | G. Chelem     | 9 711 335 $ | Terre (ext.) | Bob Bryan  | Katarina Srebotnik Nenad Zimonjić | 6-2, 7-64        | Parcours |
| 3  | 28-07-2012 | Olympic Tennis Event Wimbledon | J. olympiques | NC          | Gazon (ext.) | Max Mirnyi | Laura Robson · Andy Murray        | 2-6, 6-3, [10-8] | Parcours |

### Finales en double mixte
| No | Date       | Nom et lieu du tournoi      | Catégorie | Dotation    | Surface      | Vainqueures                     | Partenaire   | Score     |          |
| -- | ---------- | --------------------------- | --------- | ----------- | ------------ | ------------------------------- | ------------ | --------- | -------- |
| 1  | 15-01-2007 | Australian Open Melbourne   | G. Chelem | 6 737 973 $ | Dur (ext.)   | Elena Likhovtseva Daniel Nestor | Max Mirnyi   | 6-4, 6-4  | Parcours |
| 2  | 02-07-2018 | The Championships Wimbledon | G. Chelem | NC          | Gazon (ext.) | Nicole Melichar Alexander Peya  | Jamie Murray | 7-61, 6-3 | Parcours |

## Parcours en Grand Chelem

### Victoires (2)
| Année | Tournoi              | Adversaire en finale | Score         |
| 2012  | Open d'Australie     | Maria Sharapova      | 6-3, 6-0      |
| 2013  | Open d'Australie (2) | Li Na                | 4-6, 6-4, 6-3 |

### Finales (3)
| Année | Tournoi     | Adversaire en finale | Score          |
| 2012  | US Open     | Serena Williams      | 2-6, 6-2, 5-7  |
| 2013  | US Open (2) | Serena Williams      | 5-7, 7-66, 1-6 |
| 2020  | US Open (3) | Naomi Osaka          | 6-1, 3-6, 3-6  |

### En simple dames
| Année | Open d'Australie | Open d'Australie    | Internationaux de France | Internationaux de France | Wimbledon       | Wimbledon           | US Open         | US Open             |
| ----- | ---------------- | ------------------- | ------------------------ | ------------------------ | --------------- | ------------------- | --------------- | ------------------- |
| 2006  | 1er tour (1/64)  | Sania Mirza         | 1er tour (1/64)          | Anabel Medina            | 1er tour (1/64) | Agnieszka Radwańska | 3e tour (1/16)  | Anna Chakvetadze    |
| 2007  | 3e tour (1/16)   | Jelena Janković     | 1er tour (1/64)          | Karin Knapp              | 3e tour (1/16)  | Nicole Vaidišová    | 1/8 de finale   | Svetlana Kuznetsova |
| 2008  | 3e tour (1/16)   | Serena Williams     | 1/8 de finale            | Svetlana Kuznetsova      | 3e tour (1/16)  | Nadia Petrova       | 3e tour (1/16)  | Caroline Wozniacki  |
| 2009  | 1/8 de finale    | Serena Williams     | 1/4 de finale            | Dinara Safina            | 1/4 de finale   | Serena Williams     | 3e tour (1/16)  | Francesca Schiavone |
| 2010  | 1/4 de finale    | Serena Williams     | 1er tour (1/64)          | Gisela Dulko             | 3e tour (1/16)  | Petra Kvitová       | 2e tour (1/32)  | Gisela Dulko        |
| 2011  | 1/8 de finale    | Li Na               | 1/4 de finale            | Li Na                    | 1/2 finale      | Petra Kvitová       | 3e tour (1/16)  | Serena Williams     |
| 2012  | Victoire         | Maria Sharapova     | 1/8 de finale            | Dominika Cibulková       | 1/2 finale      | Serena Williams     | Finale          | Serena Williams     |
| 2013  | Victoire         | Li Na               | 1/2 finale               | Maria Sharapova          | 2e tour (1/32)  | Flavia Pennetta     | Finale          | Serena Williams     |
| 2014  | 1/4 de finale    | Agnieszka Radwańska | —                        | —                        | 2e tour (1/32)  | Bojana Jovanovski   | 1/4 de finale   | Ekaterina Makarova  |
| 2015  | 1/8 de finale    | Dominika Cibulková  | 3e tour (1/16)           | Serena Williams          | 1/4 de finale   | Serena Williams     | 1/4 de finale   | Simona Halep        |
| 2016  | 1/4 de finale    | Angelique Kerber    | 1er tour (1/64)          | Karin Knapp              | —               | —                   | —               | —                   |
| 2017  | —                | —                   | —                        | —                        | 1/8 de finale   | Simona Halep        | —               | —                   |
| 2018  | —                | —                   | 1er tour (1/64)          | Kateřina Siniaková       | 2e tour (1/32)  | Karolína Plíšková   | 3e tour (1/16)  | Sloane Stephens     |
| 2019  | 1er tour (1/64)  | Laura Siegemund     | 2e tour (1/32)           | Naomi Osaka              | 3e tour (1/16)  | Simona Halep        | 1er tour (1/64) | Aryna Sabalenka     |
| 2020  | —                | —                   | 2e tour (1/32)           | A. K. Schmiedlová        | Annulé          | Annulé              | Finale          | Naomi Osaka         |
| 2021  | 1er tour (1/64)  | Jessica Pegula      | 1/8 de finale            | A. Pavlyuchenkova        | 2e tour (1/32)  | Sorana Cîrstea      | 3e tour (1/16)  | Garbiñe Muguruza    |
| 2022  | 1/8 de finale    | Barbora Krejčíková  | 3e tour (1/16)           | Jil Teichmann            | —               | —                   | 1/8 de finale   | Karolína Plíšková   |
| 2023  | 1/2 finale       | Elena Rybakina      | 1er tour (1/64)          | Bianca Andreescu         | 1/8 de finale   | Elina Svitolina     | 2e tour (1/32)  | Zhu Lin             |
| 2024  | 1/8 de finale    | Dayana Yastremska   | 2e tour (1/32)           | Mirra Andreeva           | —               | —                   | 3e tour (1/16)  | Wang Yafan          |
| 2025  | 1er tour (1/64)  | Lucia Bronzetti     | 2e tour (1/32)           | Sofia Kenin              | 1er tour (1/64) | Anastasia Zakharova |                 |                     |

N.B. : à droite du résultat se trouve le nom de l'ultime adversaire.

### En double dames
| Année | Open d'Australie                                                               | Open d'Australie                                                                | Internationaux de France                                                                  | Internationaux de France                                                               | Wimbledon                                                                                  | Wimbledon | US Open                                                                           | US Open |
| ----- | ------------------------------------------------------------------------------ | ------------------------------------------------------------------------------- | ----------------------------------------------------------------------------------------- | -------------------------------------------------------------------------------------- | ------------------------------------------------------------------------------------------ | --------- | --------------------------------------------------------------------------------- | ------- |
| 2007  | —                                                                              | —                                                                               | 1er tour (1/32) A. Chakvetadze \|\| style="text-align:left;" \| K. Jans A. Rosolska       | 2e tour (1/16) A. Chakvetadze \|\| style="text-align:left;" \| M. Kirilenko E. Vesnina | 1er tour (1/32) A. Chakvetadze \|\| style="text-align:left;" \| V. Dushevina T. Perebiynis |           |                                                                                   |         |
| 2008  | Finale S. Peer                                                                 | A. Bondarenko K. Bondarenko                                                     | 1/4 de finale S. Peer \|\| style="text-align:left;" \| C. Dellacqua F. Schiavone          | 1/4 de finale S. Peer \|\| style="text-align:left;" \| C. Black L. Huber               | 1er tour (1/32) S. Peer \|\| style="text-align:left;" \| N. Petrova F. Schiavone           |           |                                                                                   |         |
| 2009  | 3e tour (1/8) V. Zvonareva \|\| style="text-align:left;" \| C. Black L. Huber  | Finale E. Vesnina                                                               | A. Medina V. Ruano                                                                        | 3e tour (1/8) E. Vesnina \|\| style="text-align:left;" \| N. Llagostera M.J. Martínez  | 2e tour (1/16) V. Zvonareva \|\| style="text-align:left;" \| S. Cîrstea C. Wozniacki       |           |                                                                                   |         |
| 2010  | 3e tour (1/8) S. Kuznetsova \|\| style="text-align:left;" \| C. Black L. Huber | 2e tour (1/16) V. Zvonareva \|\| style="text-align:left;" \| L. Huber A. Medina | 1er tour (1/32) A. Chakvetadze \|\| style="text-align:left;" \| Chuang C-j. O. Govortsova | —                                                                                      | —                                                                                          |           |                                                                                   |         |
| 2011  | Finale M. Kirilenko                                                            | Gisela Dulko F. Pennetta                                                        | 1/4 de finale M. Kirilenko \|\| style="text-align:left;" \| Liezel Huber L. Raymond       | —                                                                                      | —                                                                                          | —         | —                                                                                 |         |
|       |                                                                                |                                                                                 |                                                                                           |                                                                                        |                                                                                            |           |                                                                                   |         |
| 2018  | —                                                                              | —                                                                               | —                                                                                         | —                                                                                      | —                                                                                          | —         | 2e tour (1/16) L. Chan \|\| style="text-align:left;" \| R. Atawo A.-L. Grönefeld  |         |
| 2019  | 2e tour (1/16) A. Barty \|\| style="text-align:left;" \| J. Brady A. Riske     | 3e tour (1/8) A. Barty \|\| style="text-align:left;" \| S. Stosur Zhang Shuai   | 3e tour (1/8) A. Barty \|\| Forfait                                                       | Finale A. Barty                                                                        | E. Mertens A. Sabalenka                                                                    |           |                                                                                   |         |
| 2020  | —                                                                              | —                                                                               | —                                                                                         | —                                                                                      | Annulé                                                                                     | Annulé    | 2e tour (1/8) S. Kenin \|\| style="text-align:left;" \| L. Siegemund V. Zvonareva |         |
|       |                                                                                |                                                                                 |                                                                                           |                                                                                        |                                                                                            |           |                                                                                   |         |
| 2023  | —                                                                              | —                                                                               | 2e tour (1/16) B. Haddad Maia \|\| style="text-align:left;" \| C. Gauff J. Pegula         | 2e tour (1/16) B. Haddad Maia \|\| Forfait                                             | 1/4 de finale B. Haddad Maia \|\| style="text-align:left;" \| L. Siegemund V. Zvonareva    |           |                                                                                   |         |
|       |                                                                                |                                                                                 |                                                                                           |                                                                                        |                                                                                            |           |                                                                                   |         |
| 2025  | —                                                                              | —                                                                               | 1er tour (1/32) E. Routliffe \|\| style="text-align:left;" \| S. Errani J. Paolini        |                                                                                        |                                                                                            |           |                                                                                   |         |

N.B. : le nom du ou de la partenaire se trouve sous le résultat ; les noms des ultimes adversaires se trouvent à droite.

### En double mixte
| Année | Open d'Australie                                                              | Open d'Australie         | Internationaux de France                                                         | Internationaux de France                                                          | Wimbledon                                                                          | Wimbledon              | US Open                                                                     | US Open |
| ----- | ----------------------------------------------------------------------------- | ------------------------ | -------------------------------------------------------------------------------- | --------------------------------------------------------------------------------- | ---------------------------------------------------------------------------------- | ---------------------- | --------------------------------------------------------------------------- | ------- |
| 2006  | —                                                                             | —                        | —                                                                                | —                                                                                 | —                                                                                  | —                      | 2e tour (1/8) M. Mirnyi \|\| style="text-align:left;" \| N. Pratt P. Hanley |         |
| 2007  | Finale M. Mirnyi                                                              | E. Likhovtseva D. Nestor | 1er tour (1/16) M. Mirnyi \|\| style="text-align:left;" \| S. Tiantian J. Knowle | 1er tour (1/32) M. Mirnyi \|\| style="text-align:left;" \| V. Dushevina W. Moodie | Victoire M. Mirnyi                                                                 | M. Shaughnessy L. Paes |                                                                             |         |
| 2008  | 1er tour (1/16) M. Mirnyi \|\| style="text-align:left;" \| M. Tu M. Matkowski | Victoire B. Bryan        | K. Srebotnik N. Zimonjić                                                         | —                                                                                 | —                                                                                  | —                      | —                                                                           |         |
|       |                                                                               |                          |                                                                                  |                                                                                   |                                                                                    |                        |                                                                             |         |
| 2012  | —                                                                             | —                        | —                                                                                | —                                                                                 | 3e tour (1/8) M. Mirnyi \|\| style="text-align:left;" \| E. Vesnina L. Paes        | —                      | —                                                                           |         |
|       |                                                                               |                          |                                                                                  |                                                                                   |                                                                                    |                        |                                                                             |         |
| 2017  | —                                                                             | —                        | —                                                                                | —                                                                                 | 1er tour (1/32) N. Zimonjić \|\| style="text-align:left;" \| H. Watson H. Kontinen | —                      | —                                                                           |         |
| 2018  | —                                                                             | —                        | —                                                                                | —                                                                                 | Finale J. Murray                                                                   | N. Melichar A. Peya    | —                                                                           | —       |

N.B. : le nom du partenaire se trouve sous le résultat ; les noms des ultimes adversaires se trouvent à droite.

## Parcours en «Premier» et WTA 1000
Les tournois WTA « Premier Mandatory » et « Premier 5 » (entre 2009 et 2020) et WTA 1000 (à partir de 2021) constituent les catégories d'épreuves les plus prestigieuses, après les quatre levées du Grand Chelem. 

De 2009 à 2023, les tournois Premier Mandatory (dits tournois WTA 1000 obligatoires entre 2021 et 2023) regroupent Indian Wells, Miami, Madrid et Pékin, les autres constituant les tournois Premier 5 (tournois WTA 1000 non-obligatoires). À partir de 2024, le nombre de tournois WTA 1000 passe à 10 par saison (fin de l’alternance Doha / Dubaï), ces derniers devenant tous obligatoires et offrant tous 1000 points à la vainqueure (contre 900 points précédemment pour les tournois Premier 5).

### En simple dames
| Année |       |                              |                            |                              |                               |                                  |                            |                              |                                 |                                 |  |                            |
| Doha  | Dubaï | Indian Wells                 | Miami                      | Madrid                       | Rome                          | Canada                           | Cincinnati                 | Pékin                        |                                 | Tokyo                           |  |                            |
| Doha  | Dubaï | Indian Wells                 | Miami                      | Madrid                       | Rome                          | Canada                           | Cincinnati                 | Pékin                        | Wuhan                           |                                 |  |                            |
| Doha  | Dubaï | Indian Wells                 | Miami                      | Madrid                       | Rome                          | Canada                           | Cincinnati                 | Pékin                        | Guadalajara                     |                                 |  |                            |
| 2009  |       | Hors calendrier              |                            | 1/2 finale V. Zvonareva      | Victoire S. Williams          | 3e tour (1/8) A. Szávay          | 1/2 finale S. Kuznetsova   | 2e tour (1/16) K. Clijsters  | 3e tour (1/8) J. Janković       | 2e tour (1/16) M. Sharapova     |  | 1/4 de finale Li N.        |
| 2010  |       | Hors calendrier              | Finale V. Williams         | 3e tour (1/16) M.J. Martínez | 4e tour (1/8) K. Clijsters    | 1er tour (1/32) Peng S.          | 2e tour (1/16) A. Ivanović | 1/2 finale V. Zvonareva      | 1er tour (1/32) A. Ivanović     | 2e tour (1/16) T. Bacsinszky    |  | 1/2 finale C. Wozniacki    |
| 2011  |       | Hors catégorie               | 3e tour (1/8) F. Pennetta  | 1/4 de finale C. Wozniacki   | Victoire M. Sharapova         | Finale P. Kvitová                | 1/4 de finale M. Sharapova | 1/2 finale S. Williams       |                                 | 3e tour (1/8) A. Pavlyuchenkova |  | 1/2 finale A. Radwańska    |
| 2012  |       | Victoire S. Stosur           | Hors catégorie             | Victoire M. Sharapova        | 1/4 de finale M. Bartoli      | Finale S. Williams               | 3e tour (1/8) D. Cibulková | 2e tour (1/16) T. Paszek     |                                 | Victoire M. Sharapova           |  | 1/4 de finale A. Kerber    |
| 2013  |       | Victoire S. Williams         | Hors catégorie             | 1/4 de finale C. Wozniacki   |                               | 2e tour (1/16) E. Makarova       | Finale S. Williams         |                              | Victoire S. Williams            | 1er tour (1/32) A. Petkovic     |  | 2e tour (1/16) V. Williams |
| 2014  |       |                              | Hors catégorie             | 2e tour (1/32) L. Davis      |                               |                                  |                            | 1/4 de finale A. Radwańska   |                                 |                                 |  |                            |
| 2015  |       | Hors catégorie               |                            | 3e tour (1/16) M. Sharapova  | 3e tour (1/16) F. Pennetta    | 3e tour (1/8) S. Williams        | 1/4 de finale M. Sharapova | 3e tour (1/8) S. Errani      | 3e tour (1/8) A. Pavlyuchenkova |                                 |  | 2e tour (1/16) J. Konta    |
| 2016  |       |                              | Hors catégorie             | Victoire S. Williams         | Victoire S. Kuznetsova        | 3e tour (1/8) L. Chirico         | 2e tour (1/16) I.C. Begu   |                              |                                 |                                 |  |                            |
|       |       |                              |                            |                              |                               |                                  |                            |                              |                                 |                                 |  |                            |
| 2018  |       |                              | Hors catégorie             | 2e tour (1/32) S. Stephens   | 1/2 finale S. Stephens        | 2e tour (1/16) Ka. Plíšková      | 1er tour (1/32) N. Osaka   | 2e tour (1/16) J. Konta      | 2e tour (1/16) C. Garcia        |                                 |  |                            |
| 2019  |       | Hors catégorie               |                            | 2e tour (1/32) S. Williams   | 2e tour (1/32) C. Garcia      | 2e tour (1/16) S. Stephens       | 1/4 de finale Ka. Plíšková | 2e tour (1/16) D. Yastremska | 2e tour (1/16) D. Vekić         |                                 |  |                            |
| 2020  |       |                              | Hors catégorie             | Annulé                       | Annulé                        | Annulé                           | 1/4 de finale G. Muguruza  | Annulé                       | Victoire Forfait                | Annulé                          |  | Annulé                     |
| 2021  |       | Hors catégorie               |                            | Finale P. Badosa             | 4e tour (1/8) A. Barty        | 2e tour (1/16) Forfait           |                            | 1/4 de finale A. Sabalenka   | 3e tour (1/8) A. Barty          | Annulé                          |  | Annulé                     |
| 2022  |       | 2e tour (1/16) Forfait       | Hors catégorie             | 3e tour (1/16) E. Rybakina   | 3e tour (1/16) L. Fruhvirtová | 3e tour (1/8) A. Anisimova       | 3e tour (1/8) I. Świątek   |                              | 2e tour (1/16) E. Raducanu      | Hors calendrier                 |  | 1/2 finale J. Pegula       |
| 2023  |       | Hors catégorie               | 3e tour (1/8) M. Keys      | 2e tour (1/32) K. Muchová    | 3e tour (1/16) M. Linette     | 2e tour (1/32) A. Parks          | 3e tour (1/16) Forfait     | 2e tour (1/16) Forfait       |                                 | 1er tour (1/32) M. Linette      |  | 1/4 de finale C. Garcia    |
| 2024  |       | 1/4 de finale I. Świątek     | 2e tour (1/16) E. Rybakina | 2e tour (1/32) C. Dolehide   | 1/2 finale E. Rybakina        | 3e tour (1/16) S. Sorribes Tormo | 1/4 de finale D. Collins   | 3e tour (1/8) P. Stearns     |                                 |                                 |  |                            |
| 2025  |       | 1er tour (1/32) A. Anisimova | 2e tour (1/16) I. Świątek  | 2e tour (1/32) Zheng Q.      | 2e tour (1/32) K. Muchová     | 1re tour (1/64) O. Danilović     | 2e tour (1/32) M. Fręch    |                              |                                 |                                 |  |                            |

Sous le résultat, l’ultime adversaire.
1. 1 2   Les tournois de Doha et Dubaï alternent le statut de tournoi WTA 1000 (ex Premier 5) entre 2009 et 2023 : les trois premières éditions ont lieu à Dubaï, les trois suivantes à Doha, puis Dubaï accueille le tournoi de cette catégorie les années impaires et Dubaï les années paires. De 2011 à 2023, la ville qui n’accueille pas de WTA 1000 organise à la place un tournoi WTA 500 (ex Premier).
2. 1 2 3 4 5 6 7 8   L’ordre de déroulement des tournois a évolué depuis 2009 : Rome se dispute avant Madrid et Cincinnati avant Montréal/Toronto jusqu’en 2010, tandis que Tokyo/Wuhan/Guadalajara ont lieu avant Pékin jusqu’en 2023.
3. 1 2 3 4 5 6 7 8  Du fait de la pandémie de Covid-19, les tournois d’Indian Wells, de Miami, de Madrid, du Canada, de Wuhan et de Pékin sont annulés en 2020. Ces deux derniers le sont également en 2021. Pour des raisons d’organisation, le tournoi de Cincinnati 2020 a exceptionnellement lieu à Flushing Meadows à New York.
4. ↑  Le 1er décembre 2021, le président de la WTA, Steve Simon, annonce que tous les tournois prévus en Chine et à Hong Kong sont suspendus à partir de 2022, en raison de préoccupations concernant la sécurité et le bien-être de la joueuse de tennis chinoise Peng Shuai après ses allégations de relations sexuelles non-consenties avec Zhang Gaoli, membre de haut rang du Parti communiste chinois. Le tournoi de Pékin revient en 2023. Le tournoi de Guadalajara remplace celui de Wuhan pendant deux ans, ce dernier réapparaissant en 2024.

### En double dames
N.B. : le nom de la partenaire se trouve sous le résultat ; les noms des ultimes adversaires se trouvent à droite.

## Parcours aux Masters

### En simple dames
| # | Date       | Nom de l'édition                           | ($)       | Surface    | Résultat               | Ultime adversaire   | Score              |          |
| - | ---------- | ------------------------------------------ | --------- | ---------- | ---------------------- | ------------------- | ------------------ | -------- |
| 1 | 27/10/2009 | Sony Ericsson Championships Doha           | 4 550 000 | Dur (ext.) | Round Robin (défaite)  | Caroline Wozniacki  | 1-6, 6-4, 7-5      | Parcours |
| 1 | 27/10/2009 | Sony Ericsson Championships Doha           | 4 550 000 | Dur (ext.) | Round Robin (victoire) | Jelena Janković     | 6-2, 6-3           | Parcours |
| 1 | 27/10/2009 | Sony Ericsson Championships Doha           | 4 550 000 | Dur (ext.) | Round Robin (défaite)  | Agnieszka Radwańska | 4-6, 7-5, 4-1, ab. | Parcours |
| 2 | 26/10/2010 | WTA Championships Doha                     | 4 550 000 | Dur (ext.) | Round Robin (défaite)  | Vera Zvonareva      | 7-64, 6-4          | Parcours |
| 2 | 26/10/2010 | WTA Championships Doha                     | 4 550 000 | Dur (ext.) | Round Robin (défaite)  | Kim Clijsters       | 6-4, 5-7, 6-1      | Parcours |
| 2 | 26/10/2010 | WTA Championships Doha                     | 4 550 000 | Dur (ext.) | Round Robin (victoire) | Jelena Janković     | 6-4, 6-1           | Parcours |
| 3 | 25/10/2011 | TEB BNP Paribas WTA Championships Istanbul | 4 900 000 | Dur (int.) | Finale                 | Petra Kvitová       | 7-5, 4-6, 6-3      | Parcours |
| 4 | 23/10/2012 | TEB BNP Paribas WTA Championships Istanbul | 4 900 000 | Dur (int.) | 1/2 finale             | Maria Sharapova     | 6-4, 6-2           | Parcours |
| 5 | 21/10/2013 | TEB BNP Paribas WTA Championships Istanbul | 6 000 000 | Dur (int.) | Round Robin (victoire) | Sara Errani         | 7-64, 6-2          | Parcours |
| 5 | 21/10/2013 | TEB BNP Paribas WTA Championships Istanbul | 6 000 000 | Dur (int.) | Round Robin (défaite)  | Jelena Janković     | 6-4, 6-3           | Parcours |
| 5 | 21/10/2013 | TEB BNP Paribas WTA Championships Istanbul | 6 000 000 | Dur (int.) | Round Robin (défaite)  | Li Na               | 6-2, 6-1           | Parcours |

## Parcours aux Jeux olympiques

### En simple dames
| # | Date       | Nom de l'olympiade             | Surface      | Résultat      | Ultime adversaire | Score    |          |
| - | ---------- | ------------------------------ | ------------ | ------------- | ----------------- | -------- | -------- |
| 1 | 11/08/2008 | Olympic Tennis Event Pékin     | Dur (ext.)   | 3e tour (1/8) | Venus Williams    | 6-3, 6-2 | Parcours |
| 2 | 28/07/2012 | Olympic Tennis Event Wimbledon | Gazon (ext.) | Bronze        | Maria Kirilenko   | 6-3, 6-4 | Parcours |

### En double dames
| # | Date       | Nom de l'olympiade         | Surface    | Résultat      | Partenaire       | Ultimes adversaires            | Score         |          |
| - | ---------- | -------------------------- | ---------- | ------------- | ---------------- | ------------------------------ | ------------- | -------- |
| 1 | 11/08/2008 | Olympic Tennis Event Pékin | Dur (ext.) | 2e tour (1/8) | Tatiana Poutchek | Lindsay Davenport Liezel Huber | 6-4, 4-6, 6-3 | Parcours |

### En double mixte
| # | Date       | Nom de l'olympiade             | Surface      | Résultat | Partenaire | Ultimes adversaires        | Score            |          |
| - | ---------- | ------------------------------ | ------------ | -------- | ---------- | -------------------------- | ---------------- | -------- |
| 1 | 28/07/2012 | Olympic Tennis Event Wimbledon | Gazon (ext.) | Or       | Max Mirnyi | Andy Murray · Laura Robson | 2-6, 6-3, [10-8] | Parcours |

## Parcours en Fed Cup
| #                                                                  | Date       | Lieu   | Surface      | Gagnante(s)                       | Perdante(s)               | Score         |          |
|                                                                    |            |        |              |                                   |                           |               |          |
| 2011 - Barrage (groupe mondial II) - Biélorussie - Estonie - 5 : 0 |            |        |              |                                   |                           |               |          |
| 1                                                                  | 16/04/2011 | Minsk  | Dur (int.)   | Victoria Azarenka                 | Anett Kontaveit           | 6-2, 6-0      | Parcours |
|                                                                    |            |        |              |                                   |                           |               |          |
| 2015 - Barrage (groupe mondial II) - Japon - Biélorussie - 2 : 3   |            |        |              |                                   |                           |               |          |
| 2                                                                  | 18/04/2015 | Tokyo  | Dur (int.)   | Victoria Azarenka                 | Misaki Doi                | 6-1, 6-2      | Parcours |
| 2                                                                  | 18/04/2015 | Tokyo  | Dur (int.)   | Victoria Azarenka                 | Kurumi Nara               | 6-3, 6-3      | Parcours |
| 2                                                                  | 18/04/2015 | Tokyo  | Dur (int.)   | Victoria Azarenka Olga Govortsova | Shuko Aoyama Ayumi Morita | 6-3, 6-4      | Parcours |
|                                                                    |            |        |              |                                   |                           |               |          |
| 2016 - Barrage (groupe mondial I) - Russie - Biélorussie - 2 : 3   |            |        |              |                                   |                           |               |          |
| 3                                                                  | 16/04/2016 | Moscou | Terre (int.) | Victoria Azarenka                 | Margarita Gasparyan       | 6-2, 6-3      | Parcours |
| 3                                                                  | 16/04/2016 | Moscou | Terre (int.) | Victoria Azarenka                 | Daria Kasatkina           | 6-2, 5-7, 6-3 | Parcours |

## Classements WTA en fin de saison
| Année          | 2004 | 2005 | 2006 | 2007 | 2008 | 2009 | 2010 | 2011 | 2012 | 2013 | 2014 | 2015 | 2016 | 2017 | 2018 | 2019 | 2020 | 2021 | 2022 | 2023 | 2024 |
| Rang en simple | 506  | 146  | 92   | 30   | 15   | 7    | 10   | 3    | 1    | 2    | 32   | 22   | 13   | 208  | 51   | 50   | 13   | 27   | 27   | 22   | 20   |
| Rang en double | 677  | 429  | 110  | 32   | 12   | 15   | 44   | 12   | 367  | –    | –    | 433  | –    | –    | 272  | 18   | 21   | 159  | 208  | 46   | 562  |

Source : (en) Classements de Victoria Azarenka sur le site officiel de la Fédération internationale de tennis

### Périodes au rang de numéro un mondiale
| # | Précédée par       | Dates                   | Suivie par      | Nombre de semaines | Cumul |
| - | ------------------ | ----------------------- | --------------- | ------------------ | ----- |
| 1 | Caroline Wozniacki | 30/01/2012 – 10/06/2012 | Maria Sharapova | 19                 | 19    |
| 2 | Maria Sharapova    | 09/07/2012 – 17/02/2013 | Serena Williams | 32                 | 51    |

## Équipements et sponsors
Azarenka utilise en compétition les vêtements et les chaussures de marque Nike et la raquette Head Youtek Extreme pro, qu'elle utilise jusqu'en 2011. Elle a aussi un partenariat avec Power balance et Tourna grip. Pour la nouvelle saison, Azarenka officialise son départ de Head pour rejoindre Wilson avec lequel elle signe un contrat de 600 000 $ par an,. Désormais, elle utilise la nouvelle raquette Wilson Juice Pro BLX qui offre un plus grand supplément de puissance et d’effet, dans son jeu.